# Moaña
Moaña es un municipio situado en la parte meridional de la comarca del Morrazo en la provincia gallega de Pontevedra, en el noroeste de España. Su población es de 19 439 habitantes según el censo del año 2017. La extensión del municipio es de 31,5 km² por lo que la densidad poblacional es de 585,14 hab./km². 
Es uno de los cinco municipios enclavados geográficamente en la península del Morrazo que separa la ría de Vigo de la de Pontevedra, junto con Cangas, Marín, Bueu y Vilaboa. En su suelo se ubica la mayor elevación del Morrazo, el monte Faro de Domaio de 624 m de altitud. Su costa acoge playas, como la de Domaio, a Borna, A Xunqueira o la de O Con (bandera azul), que combinan el uso turístico con la producción de marisco, e industrias relacionadas con la mar. Sus aguas se utilizan para la cría del mejillón y otras especies. Tiene diferentes puertos tanto deportivos como pesqueros y una actividad cultural relevante en la que destaca el Festival Intercéltico del Morrazo.
La historia de Moaña está estrechamente relacionada con el mar. Junto con la pequeña explotación agrícola y ganadera (minifundista), la industria principal siempre ha sido la pesca y los derivados de la misma. Los movimientos sociales han sido, y lo son, significativos en estas tierras. Desde las asociaciones culturales, que protegen la cultura gallega, es notorio el Festival Intercéltico que se celebra anualmente y tiene relevancia internacional o el cuidado de la gaita de caña, típica de Moaña, hasta la relevancia que los movimientos obreros y sociales tuvieron en la primera mitad del siglo XX donde la CNT consiguió una presencia muy significativa. Testigo de ello es el edificio, hoy dedicado a centro para la tercera edad, que en tiempos de la Segunda República Española fue la sede de este sindicato.
La costa de Moaña, desde el estrecho de Rande, donde se dio la famosa batalla en la que se perdió el mayor transporte de oro y otras riquezas procedentes del Nuevo Mundo a manos de la Marina Inglesa y Holandesa, que vencieron a la Franco española, (aquí es donde se aprovisionaba de oro el capitán Nemo) hasta los confines con Cangas do Morrazo se abren un sinfín de playas, algunas estrechas y otras muy anchas y llanas, donde parece que el agua nunca llegará a cubrir más allá de la rodilla. Todas ellas gozan de aguas tranquilas, ideales para el cultivo del berberecho o croque, y otros bivalvos. El mejillón tiene un papel importante en los cultivos marinos que van creciendo en diversidad de especies que explotan.

## Toponimia
El topónimo Moaña tiene que ver con las piedras. En concreto molaneam ('terreno pedregoso'), derivado del latín molan que designaba una piedra plana y por extensión cualquier tipo de piedra.
En Moaña se hablan las dos lengua oficiales de la comunidad autónoma gallega, el castellano y el gallego. La lengua utilizada por la mayoría de la población para los asuntos de a diario es el gallego. En esta lengua se ha realizado la toponimia, la microtoponimia, del municipio.
Detrás de cada nombre con el que se ha designado a un lugar hay una historia, una leyenda, una forma de trabajar o una curiosidad natural. Los topónimos guardan la cultura popular y son testigos de una forma de percibir el mundo por los habitantes de un lugar.
El proyecto Toponimia de Galicia ha recogido más de 11 000 términos dentro de las parroquias que conforman Moaña. Algunos de ellos son los siguientes: (la imagen cambia de posición las parroquias de Moaña y Meira)
Parroquia de Domayo
- Fonte das Donas (fuente de las Donas), en referencia a las Donas, ninfas o moras acuáticas que habitan en las fuentes.

- A Borna, es un topónimo de los más antiguos de Moaña. El término es prerromano y hace referencia a las corrientes marinas.

- O cabido (el cabildo), en referencia a la propiedad de este lugar por parte del cabildo catedralicio de Santiago de Compostela.

- A cerradiña (la cerradita), en referencia a una curva muy cerrada que hay en la carretera en ese lugar o a una cerca que cierra una propiedad.

- Chan de Arquiña, arquiña es 'caja pequeña' o 'arca pequeña'. Chan es 'suelo'. El topónimo hace referencia a dolmen llamándolo 'arca', denominándolo 'suelo de la arquita'.

Parroquia de Meira
- A Almuíña, este topónimo es de origen árabe y hace referencia a una huerta de árboles frutales.

- A Maceira Veciña, en referencia a un manzano (maceira) que da frutos en años alternos (veciña o veceira, forma esta usual en la comarca, que significa 'en años alternos').

- As Pampilleiras en referencia a los pampillos, en gallego, nombre de crisantemos y margaritas que pudiera haber en el lugar.

- Touzal es un terreno con robles o con mato.

- Samesugal, en referencia a la abundancia de samesugas, chupasangres o sanguijuelas.

Parroquia de San Martiño
- Foxonobal, el término viene de foxo lobal en referencia a una trampa para la caza de lobos, un foso o agujero donde cae el animal.

- Fonte Bieita o 'fuente bendita' en referencia las propiedades beneficiosas de sus aguas.

- A Pedrosa, en referencia a la abundancia de piedras (pedras en gallego) en el lugar.

- O Folón, en referencia a un molino batedor en mojado de lino. Estos molinos se llaman en gallego folón.

- As Barxas es un término prerromano que indica un prado húmedo o un terreno a la orilla de un río.

Parroquia de Tirán
- A senra, término prerromano con el que se denominaba una extensión de terreno dedicada a la simiente de cereal.

- O aguieiro, en referencia al lugar de nidificación de águilas.

- O catadouro, viene de catadoiro que es un lugar alto con vistas que se utilizaba para la vigilancia de los rebaños de ganado.

- A pandiña terreno que tiene curvas u ondulaciones.

- A mingalleira, hace referencia a un terreno que ha sido dividido en pequeñas porciones, migas, en gallego migalla.[2]

## Geografía
El municipio de Moaña se sitúa en la parte meridional de la península del Morrazo al sudeste de la provincia de Pontevedra. Su litoral es la ribera derecha de la ría de Vigo quedando la ciudad de Vigo justo enfrente. En su terreno municipal se halla el punto más estrecho de la ría, el estrecho de Rande (Domayo) por donde la autopista AP-9 cruza esta mediante el puente de Rande.
La población de Moaña se extiende por las laderas del macizo del Xaxán cuya mayor altura es el monte Faro de Domaio. Como en el resto de Galicia, la población está muy diseminada ocupando casas unifamiliares rodeadas de terreno que se suele dedicar a huerta o jardín. Aun así hay cuatro núcleos poblacionales (las parroquias de Domayo, Meira, Moaña, y Tirán) que cuentan con una muy fuerte personalidad y vida propias.

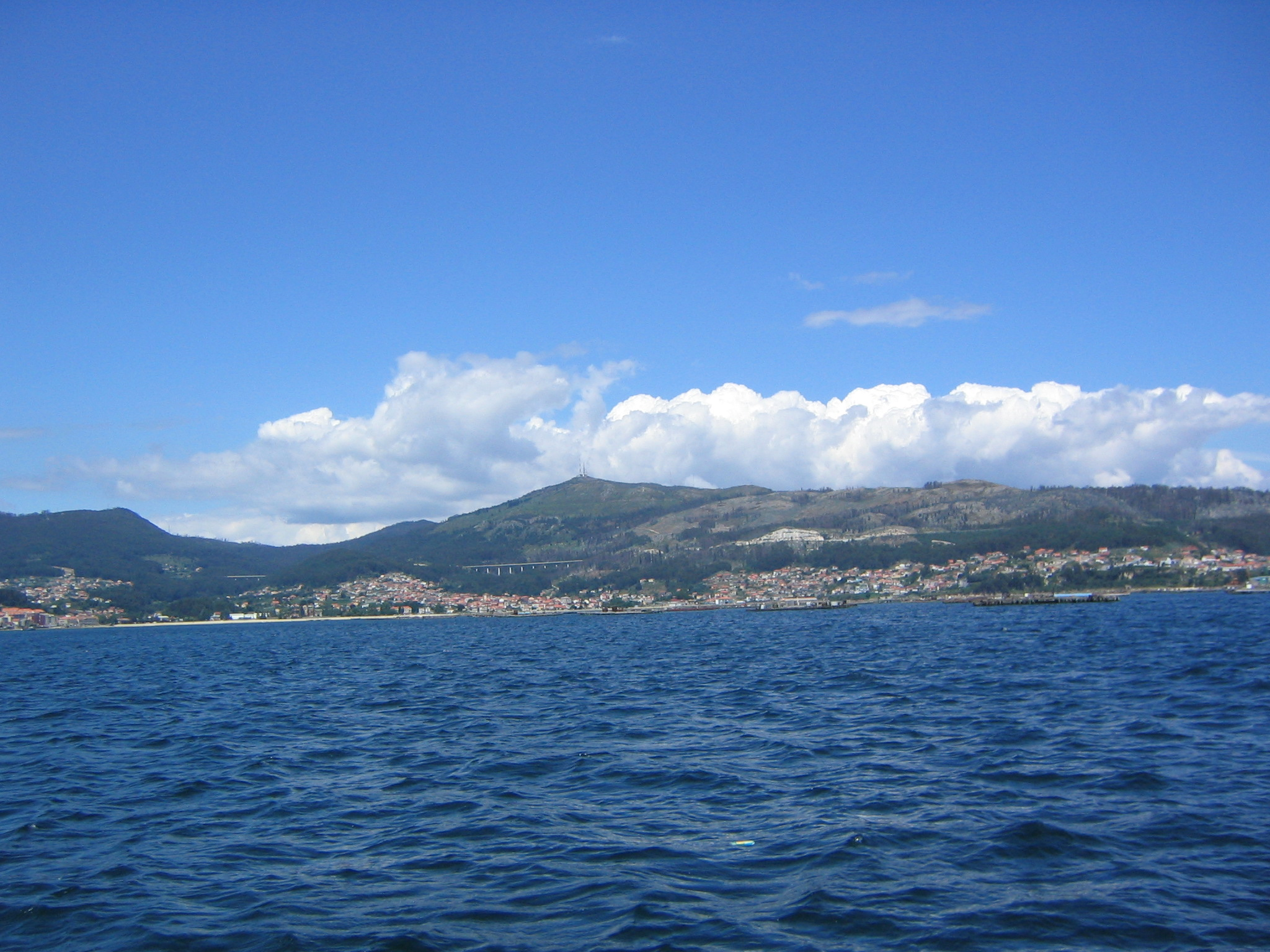
Vista general de Moaña

Los núcleos poblacionales se encuentran al pie de las principales rutas (históricas) de comunicación, la carretera PO-551 que recorre toda la parte sur del Morrazo y la PO-313 que une Moaña con Marín y Pontevedra y la Vía Rápida del Morrazo, VR-4.1, que enlazando con al AP-9 recorre la península del Morrazo.
Moaña limita con los siguientes municipios, al norte con Marín y Bueu; al sur ría de Vigo; al oeste con Cangas del Morrazo al este con Vilaboa.

### Comunicaciones

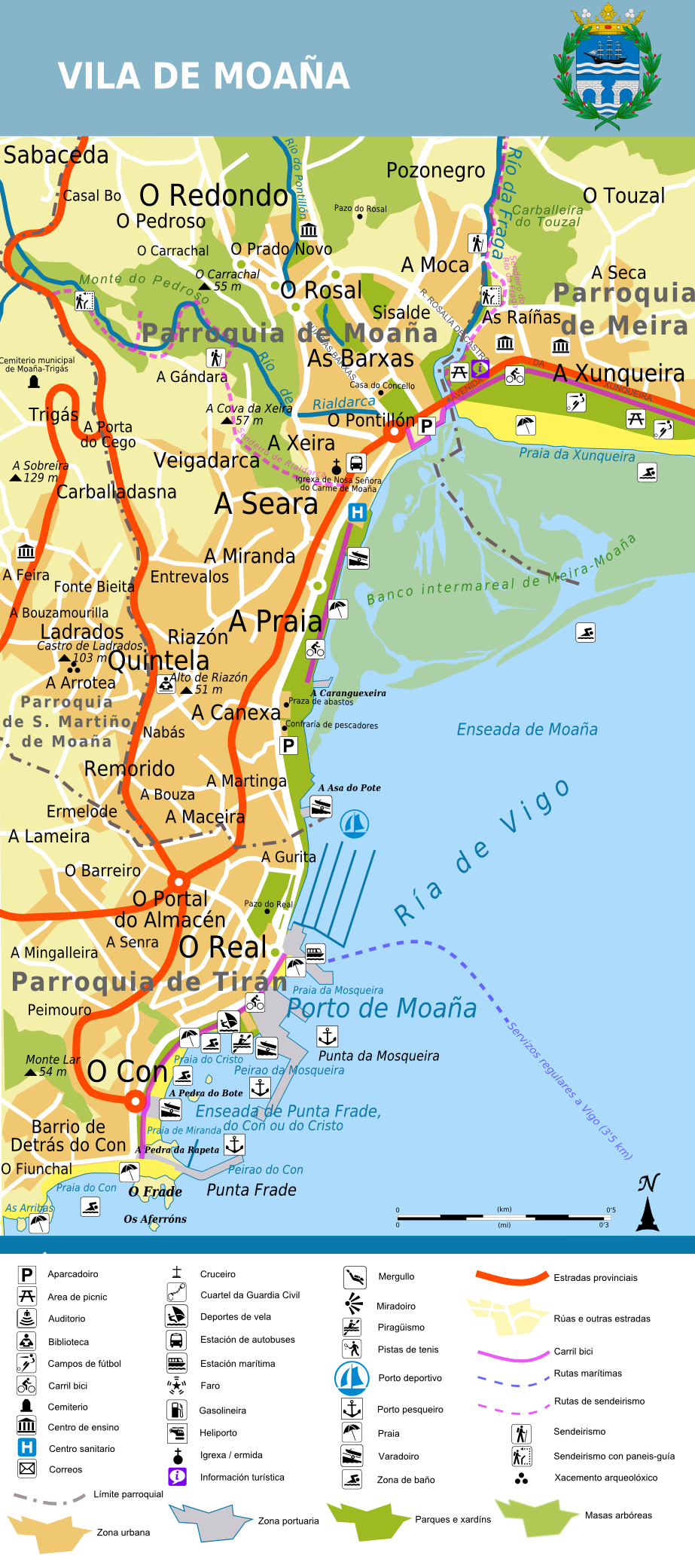
Plano de la villa de Moaña

Las comunicaciones por carretera están basadas en el Corredor del Morrazo CG-4.1 que desde la salida de Domayo de la autopista del Atlántico AP-9 recorre toda la península por su parte central con varios enlaces a diferentes carreteras locales y la carretera autonómica PO-551 que une Moaña con Cangas y la PO-313 que la une con Marín, y de allí por autovía (PO-11), con la cercana Pontevedra, capital de la provincia. La vía rápida tiene en Moaña los siguientes enlaces; Domayo, Meira, Broullón y Ameixoada.
Mediante el puente de Rande, que salva los 1500 m el estrecho del mismo nombre donde se produjo la histórica batalla de Rande, comunicando Moaña con Vigo, la ciudad más grande de Galicia, todo el sur de Galicia, la meseta y Portugal. Hay un servicio de autobuses interurbanos que unen Moaña con las poblaciones vecinas.
Por vía marítima Moaña está unida a Vigo por una línea de barcos de pasajeros que salen del muelle del municipio llegando a la estación marítima de Vigo.
Desde Vigo se enlaza con cualquier otro medio de transporte, tanto por ferrocarril, avión o barco teniendo esta ciudad una estación ferroviaria importante, con futuro acceso a las líneas de Alta Velocidad que enlazarán con Madrid y el resto del país y Oporto y Lisboa (Portugal). La estación marítima de Vigo es de primer orden partiendo de ella diferentes líneas regulares a varios destinos y siendo una escala relevante para muchos trasatlánticos. El aeropuerto de Peinador da el servicio aéreo a toda la provincia de Pontevedra.
Moaña dista de las ciudades más importantes de su entorno las siguientes distancias; a Pontevedra, 26 km; a Vigo, 16 km y a Santiago de Compostela, capital de Galicia, 82 km.

### Parroquias
Parroquias que forman parte del municipio:
- Domayo[4] (San Pedro)[5]
- Meira (Santa Eulalia)
- Moaña (San Martiño)
- Moaña (Virxe do Carmen)
- Tirán (San Xoán)
- Moaña (San Martiño e Virxe do Carme)

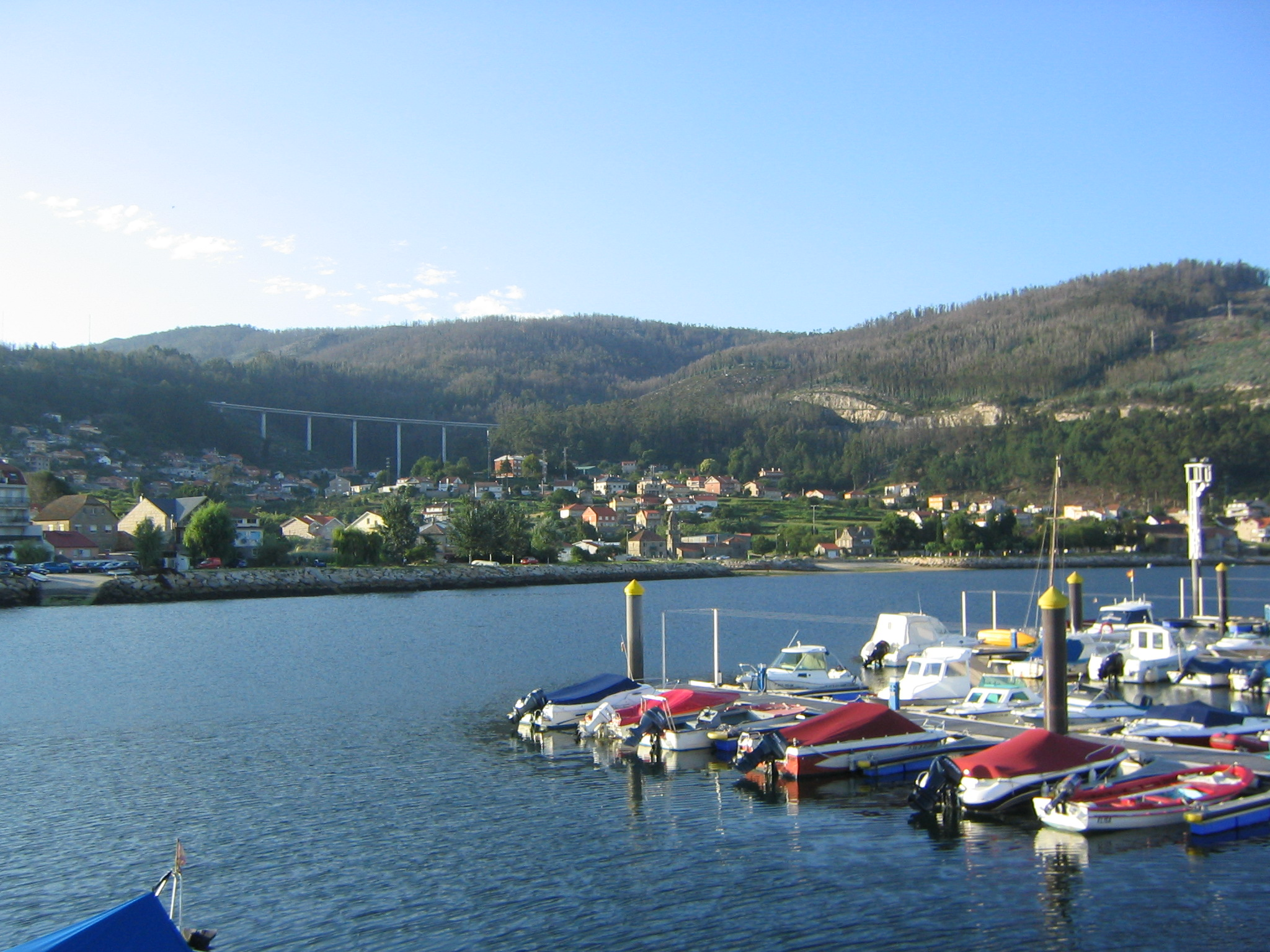
Vista de Domayo
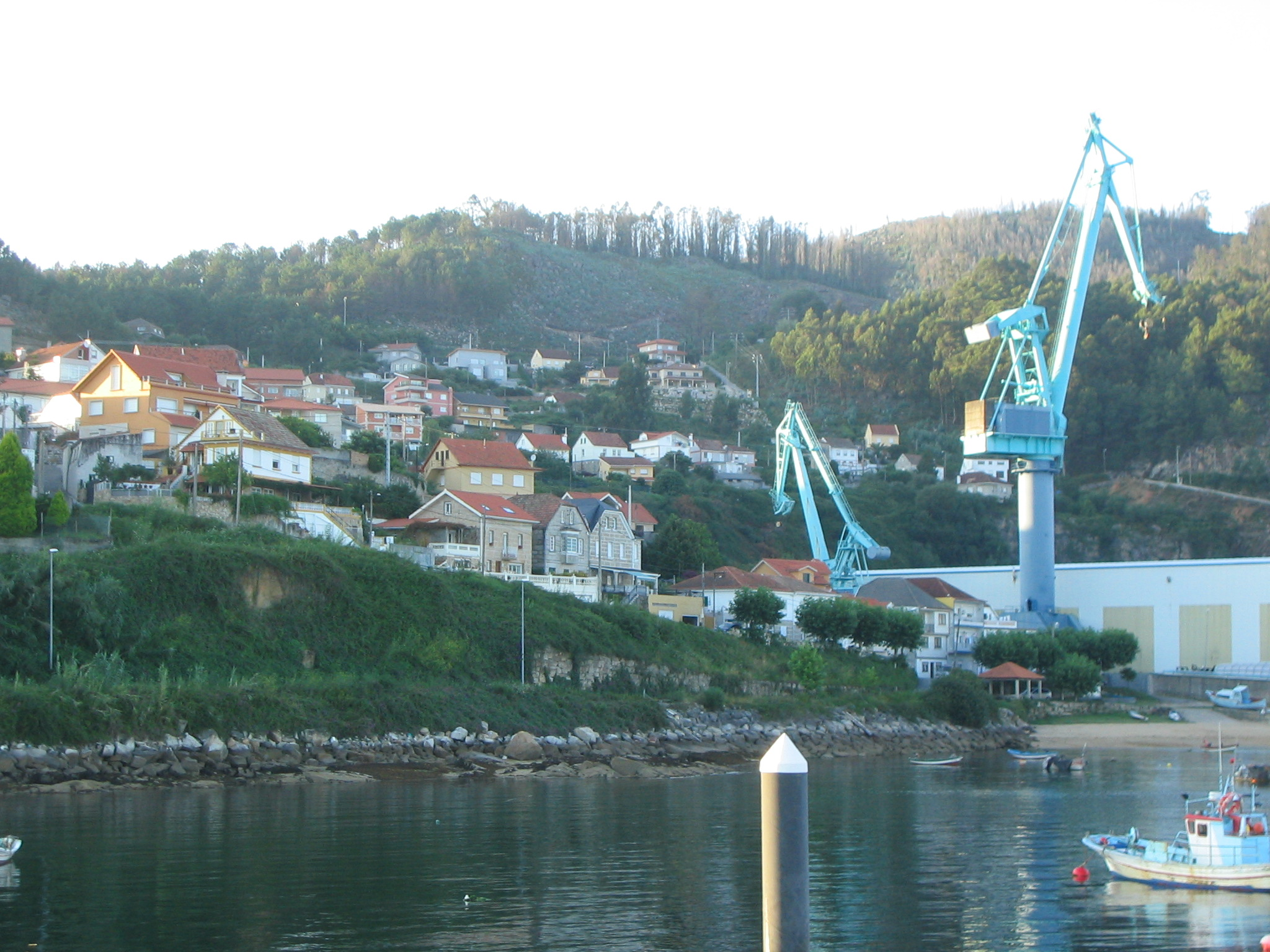
Vista del barrio Isamil de Meira
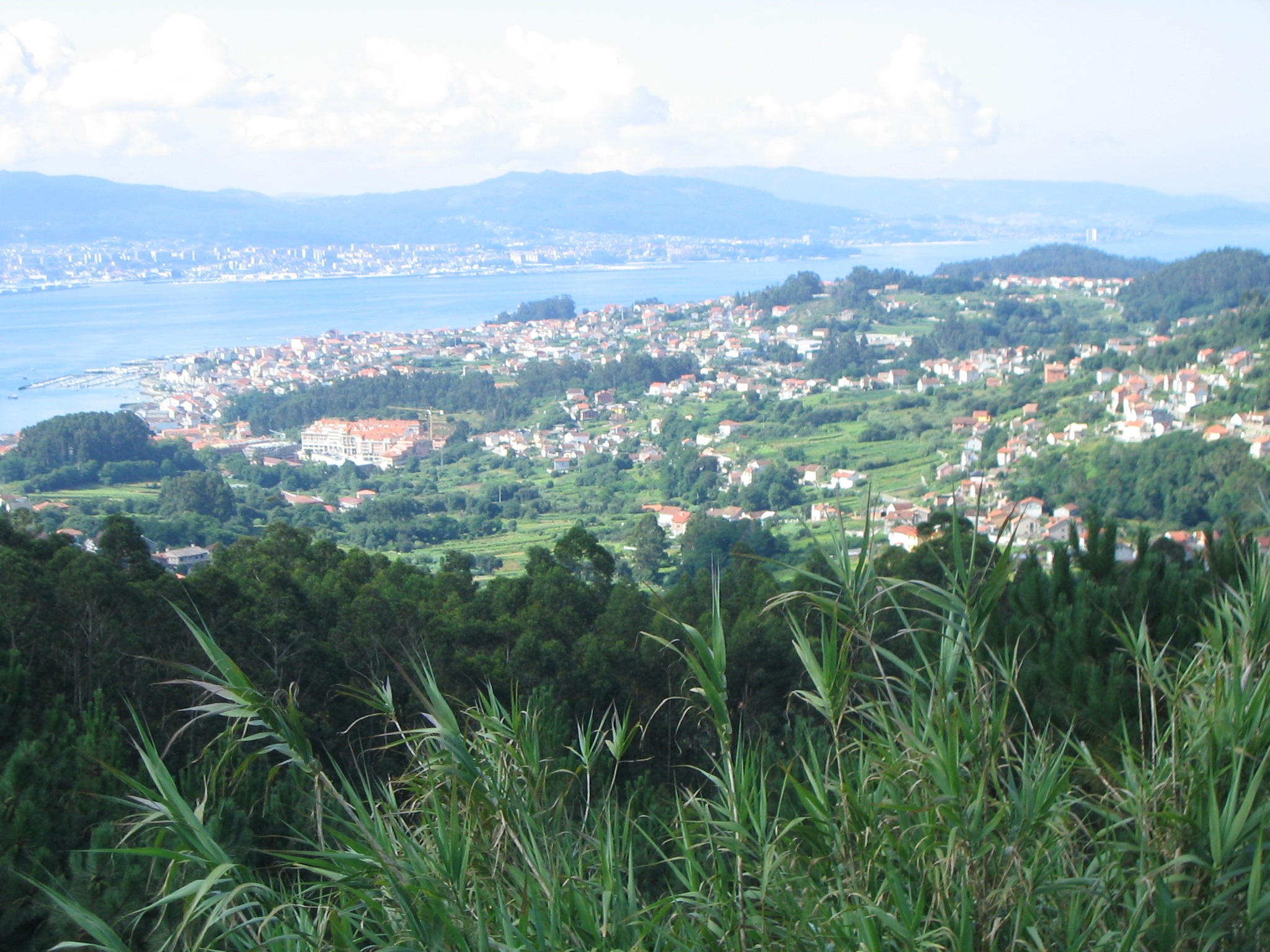
Vista de Moaña playa
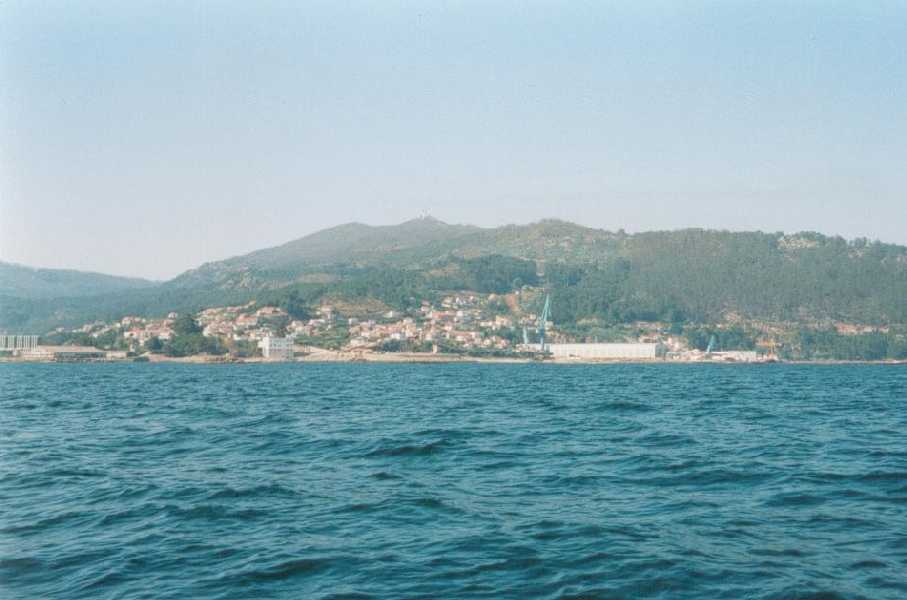
Vista de Meira

Hay diferentes puertos (Domayo, Meira, Moaña y O Con) y diferentes entidades y asociaciones socioeconómicas (mancomunidades de montes de Domayo, Meira y Moaña o de asociaciones de mariscadores o mejilloneros) lo que establece relaciones de identidad que fijan la parroquia como referencia territorial. Esto hace que la organización de los diferentes servicios este establecida teniendo encuentra esta realidad.
Como en el resto de Galicia la población se distribuye de forma muy dispersa en casa unifamiliares rodeadas de un pequeño terreno destinado a huerta o jardín. En Moaña el 55% de la población reside de esta forma, aunque en los últimos tiempos la construcción de edificios de pisos han ido cambiando esta realidad.

### Clima
El clima de Moaña es oceánico, muy húmedo, con precipitaciones que se sitúan entre los 1.300 y los 1500 mm. Las temperaturas son suaves, veranos e inviernos templados, con una media anual de 15 °C.
Las condiciones climatológicas están influenciadas por los vientos del sudeste y el resguardo a los vientos fríos del norte que su ubicación permite.

### Hidrografía
La península del Morrazo tiene una orografía complicada. Los Montes del Morrazo recorren la península en dirección este-oeste extendiéndose desde la Costa da Vela hasta Pontevedra. Esta distribución montañosa crea dos cuencas diferentes, una al norte que revierte en la ría de Pontevedra y la otra al sur que manda sus aguas a la ría de Vigo, todo el territorio municipal de Moaña está en esta cuenca. Los desniveles son muy altos, desde en nivel del mar hasta los 624 metros que tiene el monte Faro de Domayo. Esto hace que los ríos sean cortos y de caudal muy irregular y estacionario.
El terreno es granítico y está cubierto por vegetación autóctona y plantaciones forestales. La costa alterna acantilados con playas y zonas de dunas. En Moaña las playas son bajas y amplias en la parte central del municipio y estrechas, abiertas bajo los acantilados en los extremos.

#### Ríos
Todo el territorio del municipio está en la vertiente sur contribuyendo con sus aguas a la ría de Vigo. El gran desnivel que existe hace que los ríos sean muy cortos, con caudal muy estacional y variable. Hay muchos ríos y arroyos que naciendo en los montes rápidamente llegan al mar. Entre estos se destacan los siguientes:

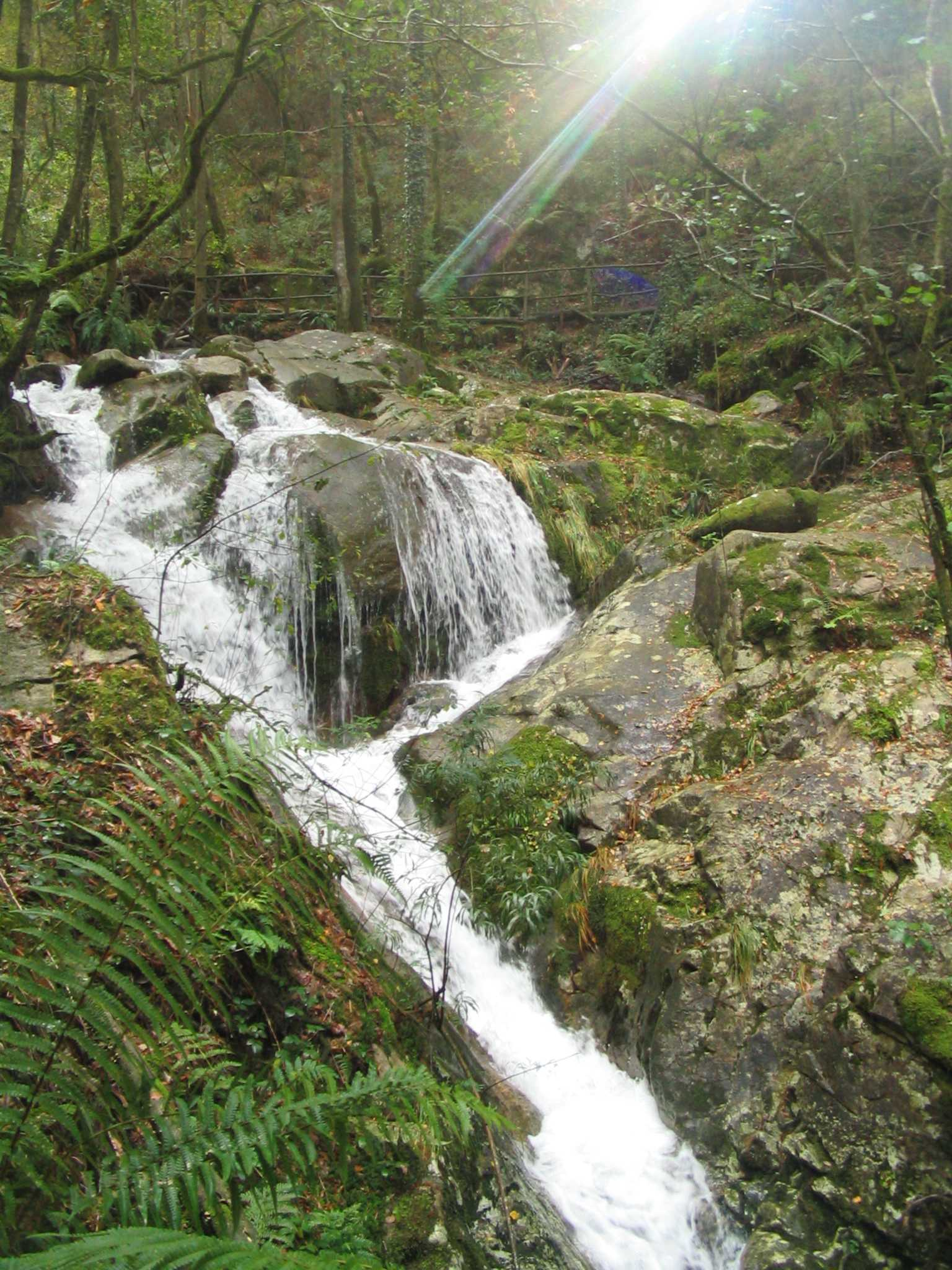
Río da Fraga

- Río de la Fraga o de los Ladrones, nace en Gorgollóns en el Xaxán y desemboca en la playa de A Xunqueira. Es el más largo y caudaloso del municipio. Tiene varias pozas y un salto de agua. Hay 31 molinos que han sido restaurados e integrados en un paseo, a ruta dos muiños que recorre, en 6 km, parte de sus riberas cubiertas por un frondoso bosque atlántico muy bien conservado. Todavía 3 de sus molinos están en activo.

- Río del Inferno, nace en cerca de la Paralaia en el lugar conocido como Cruz de Foxo Noval. No es muy caudaloso pero tiene bastantes molinos, 25 de los que todavía muelen 3, que tuvieron que construirse con presas para poder tener suficiente agua para moler.

- Río Miñouba, nace en el monte Faro de Domaio y desemboca cerca de la iglesia de esta parroquia. Es famoso por el atractivo paraje de a poza da moura que atrae muchas vistas al igual que su catarata. Tiene 11 molinos en su recorrido de los que solo muele uno. Se ha creado un sendero que permite visitar los elementos más interesantes de este río.

- Río de la Freixa, nace a los pies del barrio de San Lorenzo, es un río corto que tiene poco caudal. El paraje de San Benito destaca por su tranquilidad. En su recorrido hay 10 molinos de los cuales ninguno está en activo. Se ha creado un sendero que permite visitar los elementos más interesantes de este río.

- Río del Barraco o del Atraco, nace en el lugar de Río da Mó y se nutre de muchos arroyos hasta que desemboca en Meira, en la Puerta do sol. Pasa por el A Carballeira de Bronlle y en su recorrido hay cinco molinos de los cuales dos están en activo.

- Arroyo de la Xeira o de Devesa de la Seara, es un pequeño arroyo cuyo caudal da para mover siete molinos, aunque ya ninguno de ellos muele. Nace en los alrededores de Xalde desembocando en Seara en el río Do Inferno cerca de la desembocadura de este.

- Arroyo de la Ameixoada, nace en Figueirido, entre San Martiño y la Ameixoada. Su caudal es escaso y solamente tiene en sus riberas un único molino que ya no trabaja. Desemboca en la villa de Cangas.

#### Playas
Todo el límite sur del municipio es costa. Desde el estrecho de Rande hasta el límite con Cangas hay una sucesión de acantilado rocosos y playas. Los acantilados son bajos y a sus pies se abre una pequeña rasa mareal y alguna playa como la de A Borna o Niño do Corvo. En las ensenadas se forman playas más amplias, muy arenosas y bajas que se cubren con la subida de la marea y recrecen cuando el agua se retira dejando ver una muy amplia extensión de arena, son singulares de este tipo de playas la de A Xunqueira y la de Meira. Podemos contar con algunos arenales:

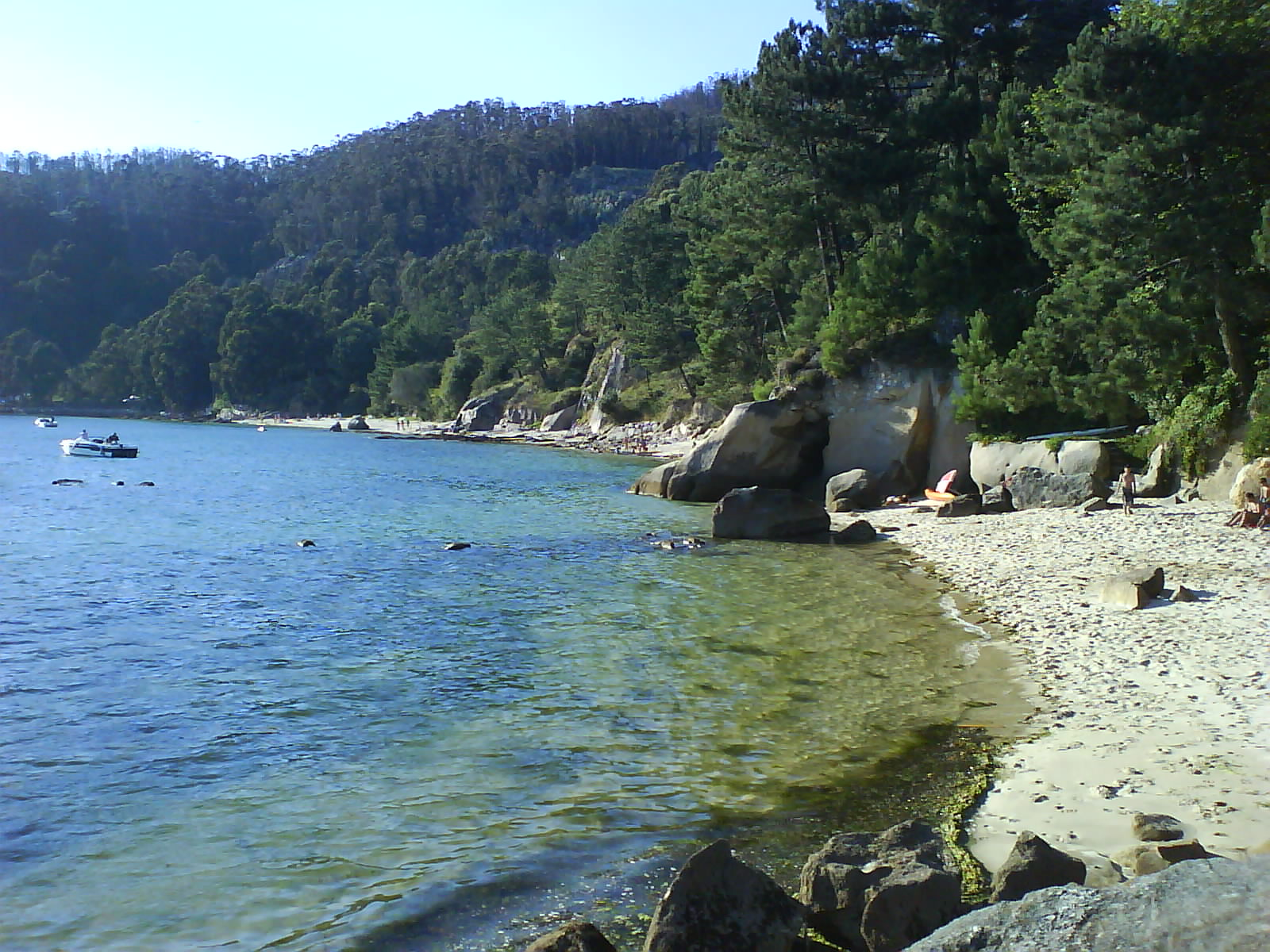
Playa A Borna

Estas playas son muy propicias para la cría de berberecho, almeja y navaja. Algunas de las playas cuentan con servicios para los usuarios, la de O Con es bandera azul y la de A Xunqueira esta ampliamente urbanizada. Otras mantienen unas condiciones dignas con una dotación mínima para su uso mientras que otras son totalmente libres a las que hay que llegar a pie. Las más relevantes son:
- Playa de A Xunqueira, se encuentra en el núcleo urbano de Moaña aunque pertenece a terrenos de la parroquia de Meira. Ampliamente equipada con aparcamientos y cerca de la carretera. Está rodeada por una alameda e instalaciones deportivas. Es un gran arenal que queda al descubierto con marea baja y se cubre con marea alta sin que las aguas cojan profundidad. Tiene importancia económica a ser un lugar de cría de almejas y berberechos. Se ha recuperado parte de las dunas que habían desaparecido durante el siglo XX. El nombre de Xunqueira (Junquera en castellano), viene de la abundancia de juncos (xuncos en gallego)  que existía en el lugar antes de realizarse los rellenos durante el siglo XX.

- Playa O Con, situada entre el puerto de Moaña y la punta de Cortés. Con buena calidad de arena de color tostado y totalmente equipada. Suele ser bandera azul.

- Playa do Canabal, se sitúa en Tirán y es muy tranquila.

- Playa do Porto, al lado del puerto de esta parroquia se abre esta playa que destaca por su tranquilidad.

- Playa de Meira, en la ensenada que se forma entre la antigua isla de San Bartolomé y la costa de Meira se abre esta extensa playa de arena tostada que queda cubierta por la subida de la marea, al igual que su vecina A Xunqueira.

- Playa Niño Do Corvo, pequeña playa situada a pie de acantilado en Tirán a la que hay que llegar andando.

- Playa de A Borna, situada entre punta Arroás y Punta de la Moa, al lado del barrio O Latón en el límite entre las parroquias de Meira y Domaio (en disputa de a cual pertenece desde hace décadas y hasta en la actualidad) es una playa de arena tostada clara, gruesa y roca con aguas tranquilas de 250 metro de longitud que se abre bajo acantilado. El acceso se realiza por la carretera que va al polígono industrial y al barrio de O Latón. Se extiende desde el pequeño puerto pesquero, justo al lado de unos astilleros, hasta Punta da Moura. En su parte final está tolerado el nudismo. Posee una zona de fondeo de embarcaciones.

- Playa Videira, de acceso peatonal se sitúa en Tirán, cerca ya del límite con la villa de Cangas. Con arena fina y tostada, es una playa tranquila.

Otras menores son:
- A Riberiña
- A Mona
- Río da ribeira
- Mosqueira
- O Cocho
- Sobreira
- Fontexelo
- A Queixeira
- Do Mouro

### Orografía
La orografía de toda la península del Morrazo es complicada. Una pequeña cadena montañosa hace de eje de la misma recorriéndola de este a oeste y conformando las cuencas hidrográficas. Moaña se ubica en la parte más agreste de esa cadena montañosa conocida como sierra de Domayo (también llamada sierra del Morrazo).
La sierra de Domayo nace al comienzo de la península y va perdiendo altura según se va acercando al final de la misma. En la parroquia moañesa de Domayo tiene su mayor altura en el monte conocido como Monte Faro de Domayo que tiene una altitud de 624 metros sobre el nivel del mar y se ha convertido en un centro de telecomunicaciones al estar justo enfrente de Vigo y verse desde el mismo buena parte de Galicia. Junto al Monte Faro están el Paralaia y el Xaxán.
Entre las elevaciones se abren pequeños valles que son surcados por corrientes muy irregulares y rápidas. Estos valles esconden rincones y ecosistemas relevantes. Su vegetación está formada por el bosque caducifolio atlántico que ha ido cediendo paso a las especies destinadas a la explotación forestal entre las que predomina el eucalipto.
El terreno es granítico y deja ver, frecuentemente, la piedra que llega hasta las costas donde llega a formar pequeñas rasas marítimas.

## Historia
Las primeras noticias de ocupación humana de estas tierras corresponden al hacha de época achelense (75.000 a. C.) que se encontró en la parroquia de San Martiño. En las parroquias de Domayo, O Carme, Meira y Tirán también se han encontrado útiles de sílex así como restos de asentimientos que abarcan desde el Neolítico al Medievo. En O Regueiriño (Domayo) se halló un importante yacimiento correspondiente al Neolítico final y en A Fontenla (Domayo) se documentó por primera vez en Galicia la presencia de elementos de la Cultura del vaso campaniforme fuera de ambientes funerarios. En Meira, Domayo y Tirán hay petroglifos (grabados rupestres) relevantes (cómo los de Montealegre, a Borna, As Cidades, Pozo Garrido, A Escada, Os Remedios, etc.) y se han hallado herramientas y armas de cobre y bronce.
La cultura castreña esta ampliamente representada en el municipio. Los Castros de Montealegre en Domayo, As Cidades en Meira, O Castro en San Martiño y Os Remedios en Tirán son los más importantes. En todos ellos se aprecian fuertes indicios de romanización.

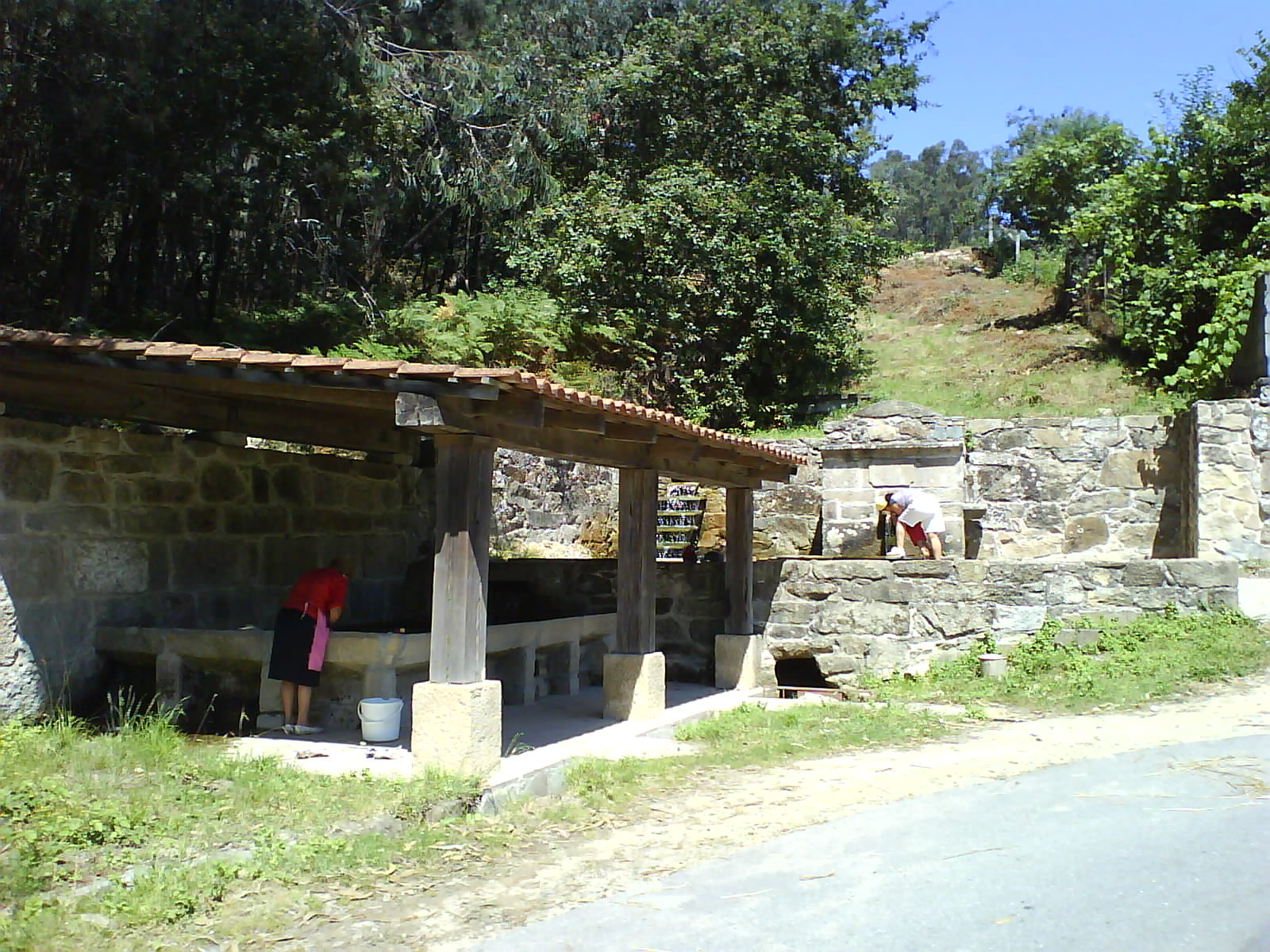
Lavadero y fuente de Berducedo

En la Edad Media Moaña estuvo bajo la jurisdicción episcopal de Iria Flavia y Santiago de Compostela. En el siglo VII los ataques Normandos provocaron una pérdida de población en todo El Morrazo, pero a partir del siglo XII, cuando el arzobispo Xelmírez estableció un buen plan de defensa de la costa se dio un nuevo resurgir de la población. De estas fechas son las iglesias de San Martín y de San Juan de Tirán. Familias como los Meira, los Valadares o los Soutomaior, a partir del siglo XIV controlan el municipio. Es de destacar el episodio de la destrucción de la torre de Meira dentro de segunda guerra Irmandiña (1467-69).
En el siglo XVII la introducción del maíz cambia la economía de tal forma que el 90% de la superficie cultivada es para este vegetal, lo cual hace que surjan un sinfín de molinos por todos los ríos y regatos de la comarca. En todo ese tiempo la pesca ha sido una actividad fundamental en la economía del municipio, pero en el siglo XVII la llegada de los conserveros catalanes buscando sardina genera un crecimiento demográfico y económico muy destacable. Estos invierten muchas de las ganancias en edificaciones, tanto civiles (pazos) cómo religiosas (iglesias).
En 1702 se produce la batalla de Rande y las fuerzas inglesas y holandesas toman y saquearán Domayo, Meira y Tirán. Cien años después, en 1809, se libran batallas en estas tierra contra el invasor francés.
Hasta el siglo XIX las parroquias de Meira, Moaña y Domayo no tenían jurisdicción propia, sino que pertenecían al Ayuntamiento de Cangas. Es a raíz de la reorganización de Galicia cuando se constituye, en octubre de 1836, el ayuntamiento de Meira, que integraba a cuatro parroquias: Santa Eulalia de Meira, San Pedro de Domayo, San Martiño de Moaña y San Juan de Tirán. En 1874 se cambia el nombre del municipio por el de Moaña y se traslada la capitalidad del mismo a San Martiño. Posteriormente se crea la parroquia de la Virgen del Carmen en 1955 que la absorbe.

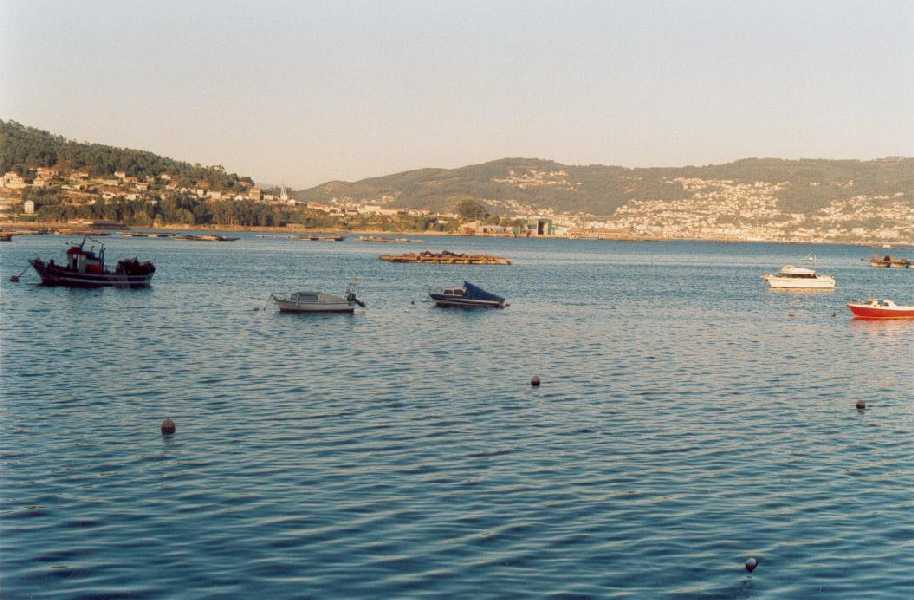
Vista general de Meira y Domayo

El siglo XX entra en Moaña con la creación del puerto y la carretera comarcal, lo que abre definitivamente su economía al mar y a las actividades que a él se deben. Se abren canteras en A Borna y en O Choco para suministrar piedra para las obras del puerto de Vigo. En la primera mitad del siglo XX hay un fuerte desarrollo del asociacionismo civil, con el nacimiento de las primeras sociedades agrarias y organizaciones sindicales, como la de los canteros o la de los marineros con su Alianza Mariñeira. Ya con la II República se produce una incremento de la organización obrera, gracias a la cual se crean nuevos sindicatos de pescadores como Solidariedade Mariñeira, relacionada con la CNT. Florece en Meira la industria de hilanderas que realiza diferentes labores de cordelería que ocuparía todos los años centrales del siglo XX centrando su mayor pujanza en las décadas de los años 30 y 40 donde llegó a haber más de 700 trabajadores, haciendo crisis en los años 60 con la entrada de los productos sintéticos. Esta industria, que ocupaba mucha mano de obra femenina, dio lugar a un movimiento sindical que tenía a la asociación Sociedad de Hiladoras y Oficios Varios, La Defensora como máxima expresión. Tras varias movilizaciones, que acabaron con una huelga, consiguieron la jornada de ocho horas. Sus líderes, Enedina Esperón González y Juan Eugenio Gallo San José fueron represaliados después de la Guerra Civil.
En la segunda mitad del siglo XX se produce un desarrollo de la economía con un crecimiento de la actividad pesquera, la construcción naval y la industria de transformación de productos del mar, a la vez que se comienza el cultivo del mejillón y del berberecho. Aprovechando el tirón turístico de Cangas, Moaña empieza a explotar sus recursos en este campo, creando complejos turísticos como el da A Fraga o el campo de golf de Domayo a la vez que logra acondicionar playas con bandera azul y poner en valor su patrimonio.
El siglo XXI trae a Moaña una mejora sustancial de las comunicaciones, tan importante como lo fue la autopista y el puente de Rande en los años 70 del siglo XX (libre de peaje para los tráficos Moaña-Vigo desde el 1 de junio de 2006), con la vía rápida de El Morrazo y el desarrollo de puertos deportivos, en Domayo y Moaña centro que potencian el turismo.

## Demografía
Moaña cuenta con una población de 19 315 habitantes (INE 2024).
| Gráfica de evolución demográfica de Moaña entre 1842 y 2021 |
| |
| Población de derecho según los censos de población del INE Población de hecho según los censos de población del INEEn estos censos se denominaba Meira: 1842, 1857 y 1860 |

## Economía

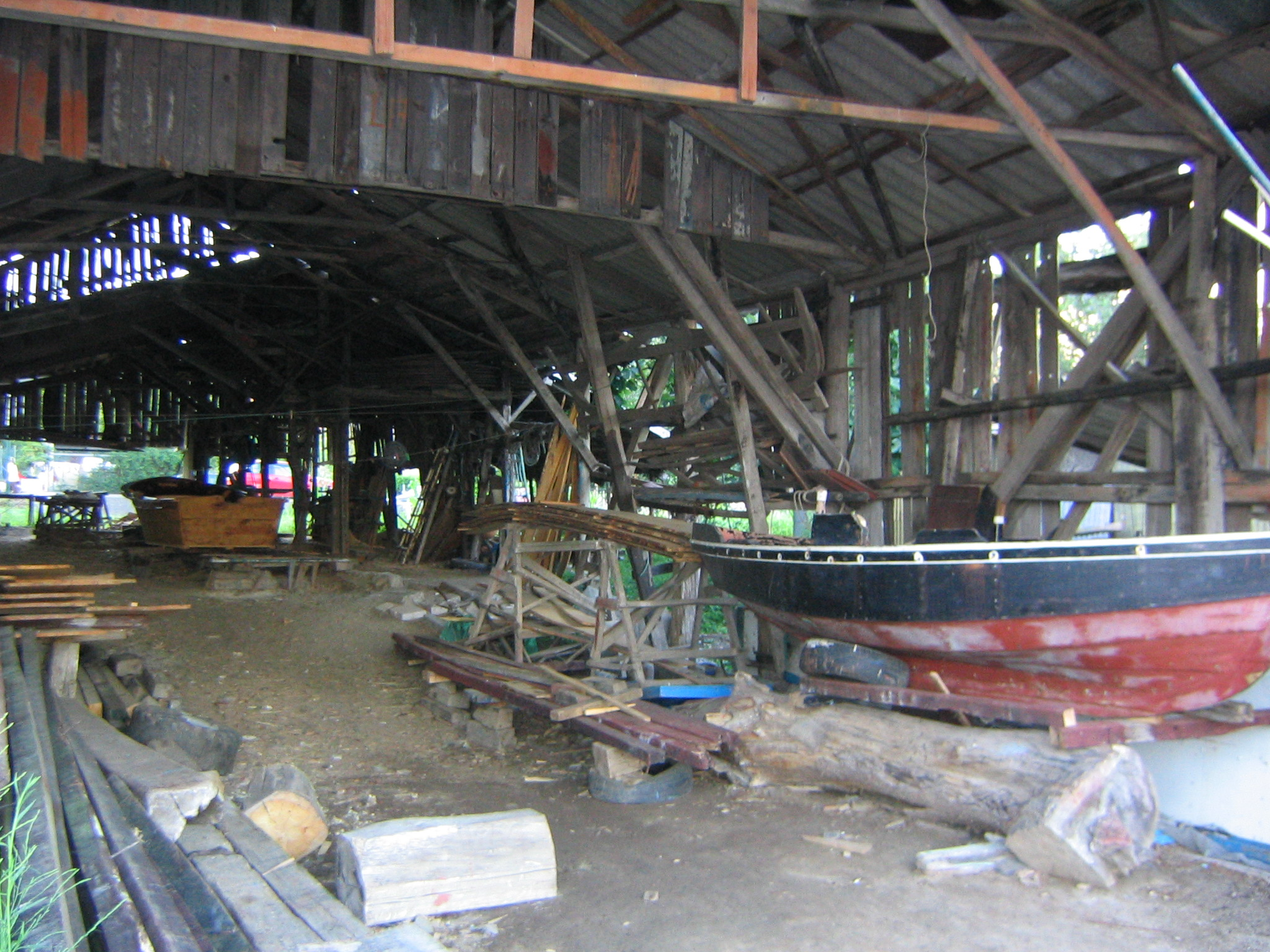
Pequeño astillero de ribera en Domaio

La economía de Moaña siempre ha estado relacionada con el mar. Esta relación ha abarcado, y abarca, a todos los sectores económicos. Las actividades propias del sector primario se completan con el industrial y servicios que tienen su base en las actividades marítimas, bien en la propia población o en las vecinas, destacando la ciudad de Vigo, la más importante de Galicia, y el cercano complejo urbano que forman Marín y Pontevedra.

### Sector primario
El sector primario ocupa a un 24,4 % de la población activa (datos de 2006). La actividad principal del sector primario es la pesca y el marisqueo. La agricultura y la ganadería es residual y dedicadas al autoconsumo, los excedentes de las producciones se comercializan en los mercados de la comarca pero no tiene mayor relevancia que el contribuir a la economía familiar como fuente secundaria. De las 3327 hectáreas cultivables que dispone el municipio están cultivadas 3067 en las cuales se produce, principalmente, patatas, hortalizas y forraje para el ganado.
La explotación forestal también tiene alguna relevancia. Hay tres comunidades de montes en el municipio, coincidiendo con las tres parroquias más extensas en masa forestal, estas son:
- Comunidad de Montes de Moaña
- Comunidad de Montes de Meira
- Comunidad de Montes de Domayo

Las especies que se explotan son el eucalipto y el pino pinaster, ambas fruto de la reforestación comercial. Las autóctonas, que casi no son explotadas, son el roble y el castaño.
La pesca y el marisqueo son las actividades más importantes dentro de este sector económico ocupando un 23% del total de la población activa. Se dan todos los tipos de pesca, pesca de altura, pesca de bajura, marisqueo a pie, marisqueo a frote y cultivo en batea o en vivero flotante.
La pesca de altura no tiene su sede en los puertos del municipio, sino que radica en Vigo, aunque en ellos trabajen muchos moañeses e incluso pertenezcan a los mismos.
La pesca de bajura se realiza con pequeñas embarcaciones dentro de la ría teniendo capturas, en marisco, de nécora, pulpo o camarón y en pescado de pescadilla, faneca, congrio o barbada utilizándose masas y trasmallos. Se comercializa en las lonjas de Vigo y Moaña.
El marisqueo a pie, que se realiza en las playas de Meira y Moaña, es una actividad realizada mayoritariamente por mujeres. Se recogen berberecho, almeja fina, almeja babosa, navaja, bigaro y reló. Es un sector muy poco profesionalizado que viene siendo utilizado como una fuente suplementaria de ingresos en los hogares. El marisqueo a flote se centra en las especies de almeja babosa, almeja rubia y el burro.
El cultivo en viveros flotantes se centra en la cría de mejillón en batea. Hay tres asociaciones de bateleros que agrupan a unas 100 empresas. Se han realizado ensayos de encordé de pulpo en bateas. En Domaio se creó en el año 2004 la empresa Loitamar, Sociedad Cooperativa Gallega, que está dedicada a la producción de rodaballo de alta calidad mediante la utilización de nutrientes contenidos en las propias aguas de la ría en la que se ubican los viveros.

### Sector secundario

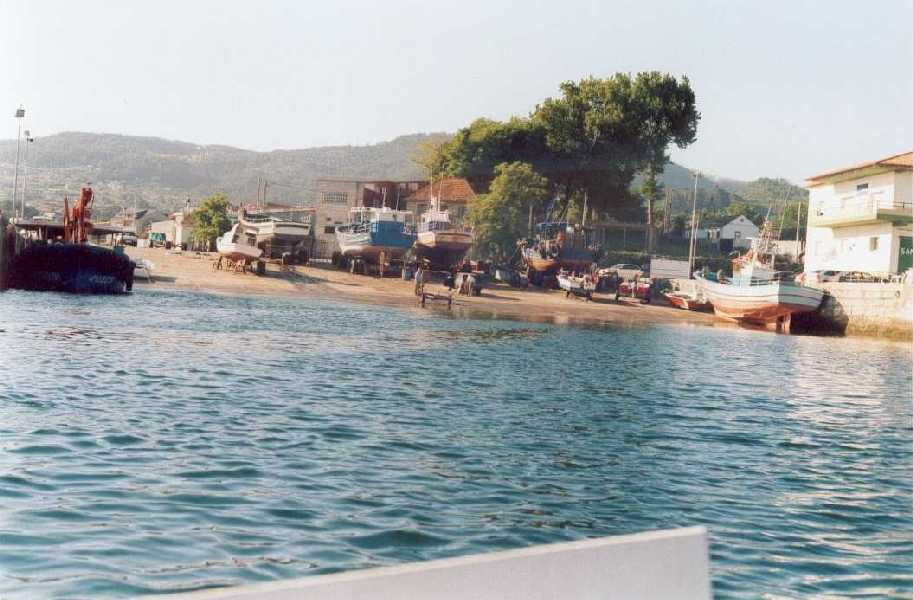
Puerto de Meira, vista parcial

El sector secundario es el que más mano de obra ocupa, cerca del 39% de la población activa viene trabajando en el mismo. En él el subsector industrial da ocupación a un 26 % y el resto, el 12 %, se dedica a la construcción. Las empresas más importantes están relacionadas con el mar, por un lado están las dedicadas a la construcción y reparación naval, hay desde pequeños astilleros de ribera hasta importantes empresas de construcción naval como Rodman Polyships, Montajes Cancelas, Aister o Industrias Navales A Xunqueira, y las dedicadas a la manipulación del pescado y marisco, depuradoras y conserveras, de las que existen cuatro en el municipio.
Una buena parte de la población activa presta sus servicios en empresas navales y de construcción de automóviles de Vigo. Hay algunas empresa de alimentación, confección textil y maderera.
Es relevante recordar la histórica empresa de manufactura de cuerdas y cabos destinados a la mar que existió, hasta los años 1960 en Meira.
En lo referente a la construcción esta está organizada en pequeñas empresas que se dedican a la realización de obras en la comarca.

### Sector servicios
El sector servicios ocupa un 37 % de la población activa y está conformado por dos subsectores principales, el comercio y la hostelería. la proximidad de Vigo, Pontevedra y Cangas hace que los servicios más especializados se cubran desde esas ciudades dejando a Moaña los más básicos, ocurriendo esto en sanidad, educación y hasta en comercio.
La hostelería tiene como apoyo principal al turismo que va incrementándose gradualmente al haberse potenciado el municipio y creado cierta infraestructura como un campo de golf y 3 puertos deportivos (en Domaio, Meira y Moaña), a la vez que se ha impulsado el turismo rural completado con una interesante red de paseos y caminos que dan a conocer el entorno, tanto marinero, como del interior.

## Administración y política
| Partido político                                | 2023  | 2023  | 2023       | 2019  | 2019  | 2019       | 2015  | 2015  | 2015       | 2011  | 2011  | 2011       | 2007  | 2007  | 2007       |
| Partido político                                | %     | Votos | Concejales | %     | Votos | Concejales | %     | Votos | Concejales | %     | Votos | Concejales | %     | Votos | Concejales |
| Bloque Nacionalista Galego (BNG)                | 56,01 | 5613  | 10         | 40,14 | 4175  | 7          | 32,61 | 3365  | 6          | 35,51 | 3747  | 7          | 31,10 | 3266  | 6          |
| Partido Popular de Galicia (PPdeG)              | 31,85 | 3192  | 6          | 32,13 | 3342  | 6          | 39,55 | 4081  | 7          | 45,35 | 4786  | 8          | 36,37 | 3820  | 7          |
| Partido dos Socialistas de Galicia (PSdeG-PSOE) | 10,54 | 1057  | 1          | 16,34 | 1700  | 3          | 19,39 | 2001  | 3          | 12,68 | 1338  | 2          | 18,05 | 1896  | 3          |
| Xente de Moaña (XM)                             | –     | –     | –          | 10,18 | 1059  | 1          | 6,52  | 673   | 1          | 3,80  | 401   | 0          | –     | –     | –          |
| Independientes de Moaña (INMO)                  | –     | –     | –          | –     | –     | –          | –     | –     | –          | –     | –     | –          | 9,92  | 1042  | 1          |

## Monumentos y lugares de interés
Moaña tiene varios monumentos y restos de interés. Entre ellos destacan:
- Iglesia parroquial de San Martiño, del siglo XII, uno de los mejores ejemplos del románico gallego. Tiene una planta en cruz latina rematada por una torre cuadrada situada a la izquierda de la entrada del templo. En el siglo XVIII sufrió unas reformas que la ampliaron y le dieron un sabor barroco. En estas reformas se levantaron una nueva capilla mayor, las capillas laterales y la sacristía. Destacan los canecillos que rodean el templo y el pórtico con su tímpano en el que aparece la figura de San Martín rodeado de otros santos. El tímpano está rodeado de arcos de medio punto con sostenidos por columnas salomónicas todo ellos decorado sutilmente.

Cerca de la iglesia se hallan los restos del antiguo cementerio en donde, en unas obras para reafirmar su muro de piedra realizadas en 2005, se hallaron dos sarcófagos datados en los siglos XII-XIV junto a restos de época romana. En las instalaciones de la casa rectoral, situado cerca del templo, se halla un sarcófago antropomorfo, reutilizado como pilón de lavado, proveniente del antiguo camposanto, de origen altomedieval.
La primera referencia documental explícita es de 1237 en el contexto de una donación, es ese documento figura como "Sancti Martini de Moania".
- Iglesia parroquial de San Juan de Tirán, pequeña iglesia románica tardía de transición al gótico del siglo XIII. Tiene el cementerio adosado a la misma y en su atrio está enterado José María Castroviejo. Se ubica sobre el mar.

- Iglesia parroquial Santa Eulalia de Meira, barroca.

- Pazo El Real, interesante ejemplar de arquitectura civil que data de la segunda mitad del siglo XVIII con añadidos en la primera mitad del siglo XIX. El pazo está constituido por el edificio principal, de planta rectangular de planta baja y un piso, el palomar circular, el hórreo de siete vanos y la capilla que guardaba los restos mortales del contralmirante Casto Méndez Núñez. Estos yacen hoy en el Panteón de Marinos Ilustres de la Academia Militar de San Fernando en Cádiz. Está situado estratégicamente sobre una colina de 57 metros de altitud dominando el entorno.

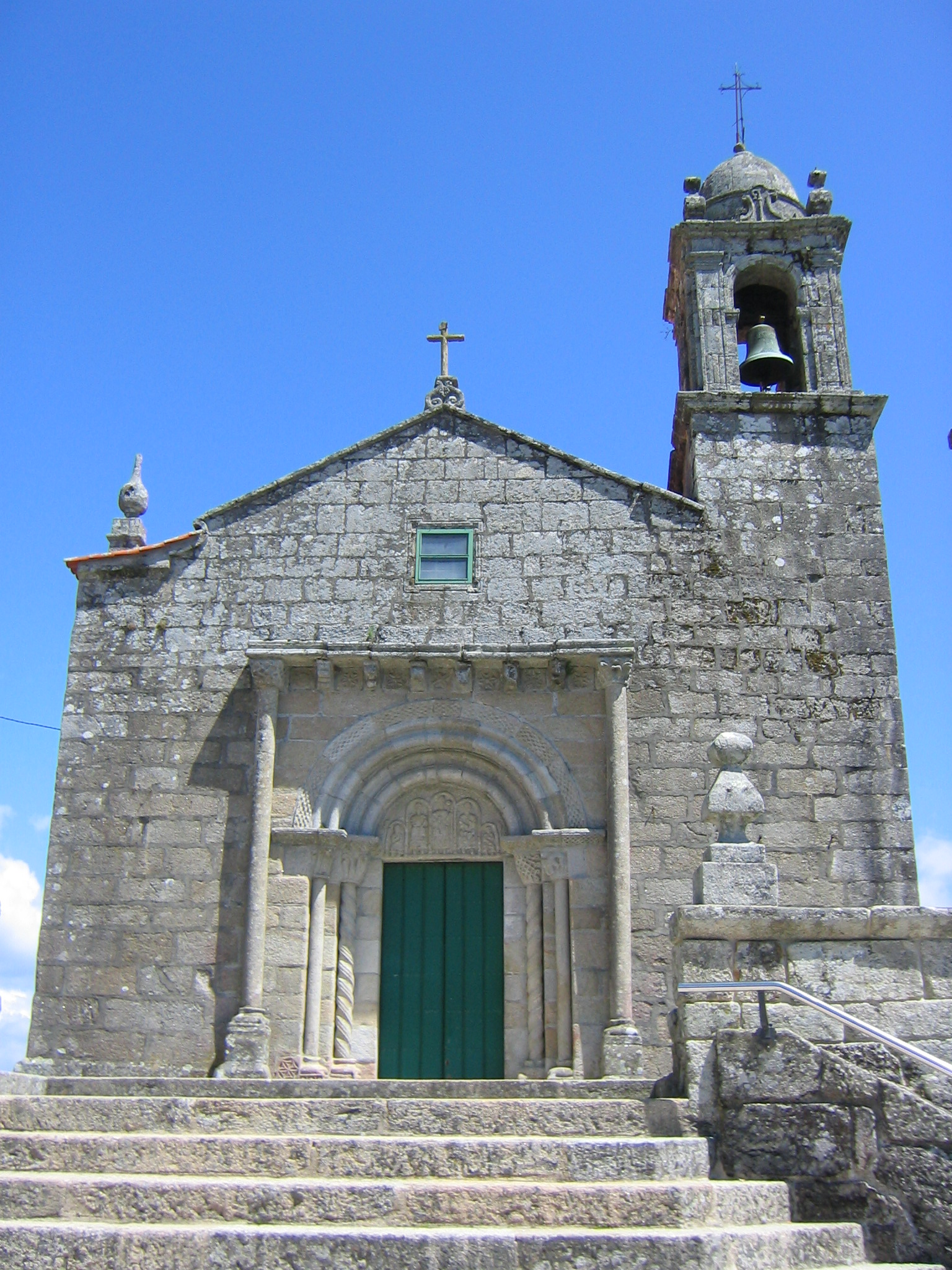
San Martín
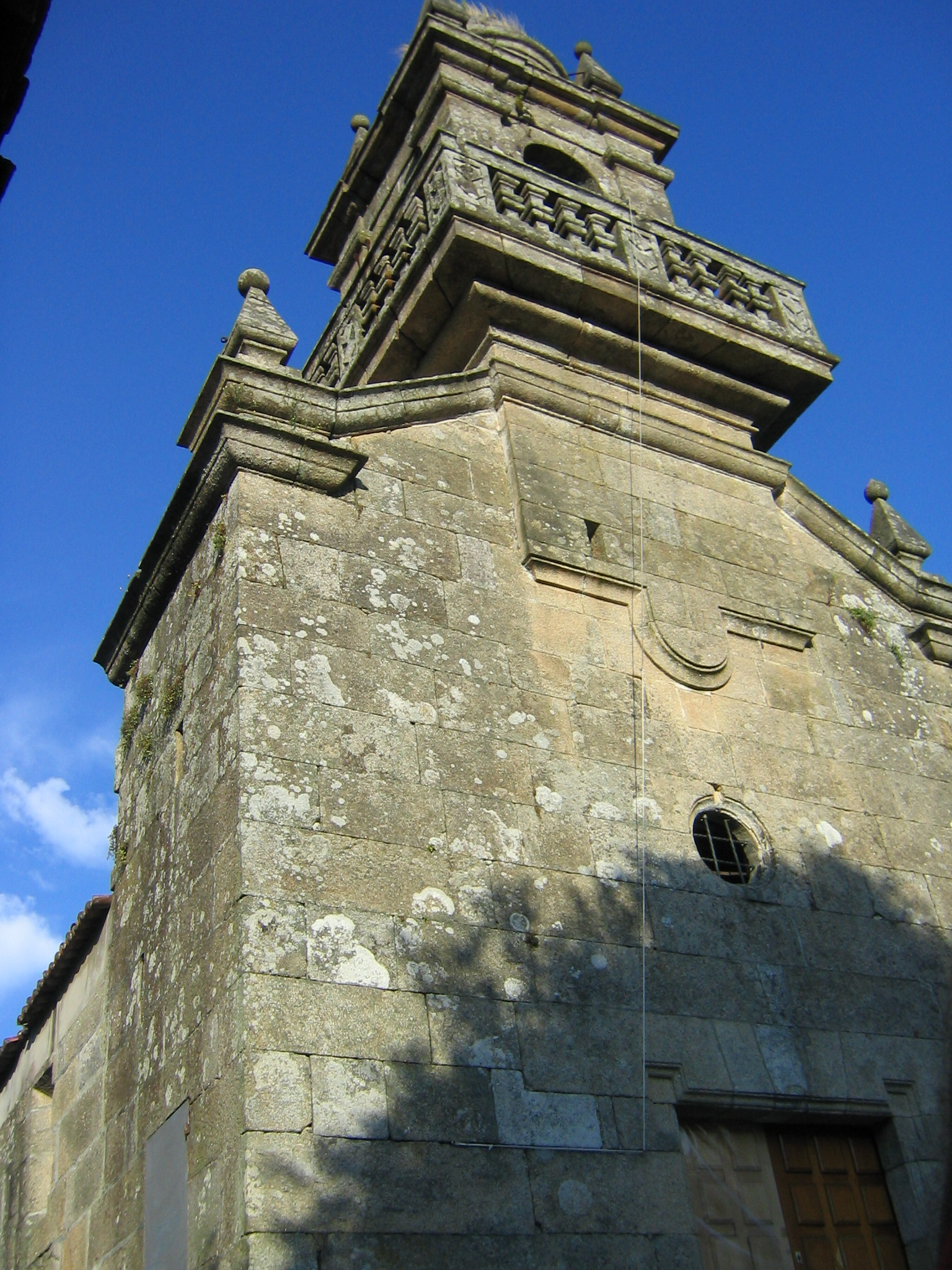
San Pedro de Domayo
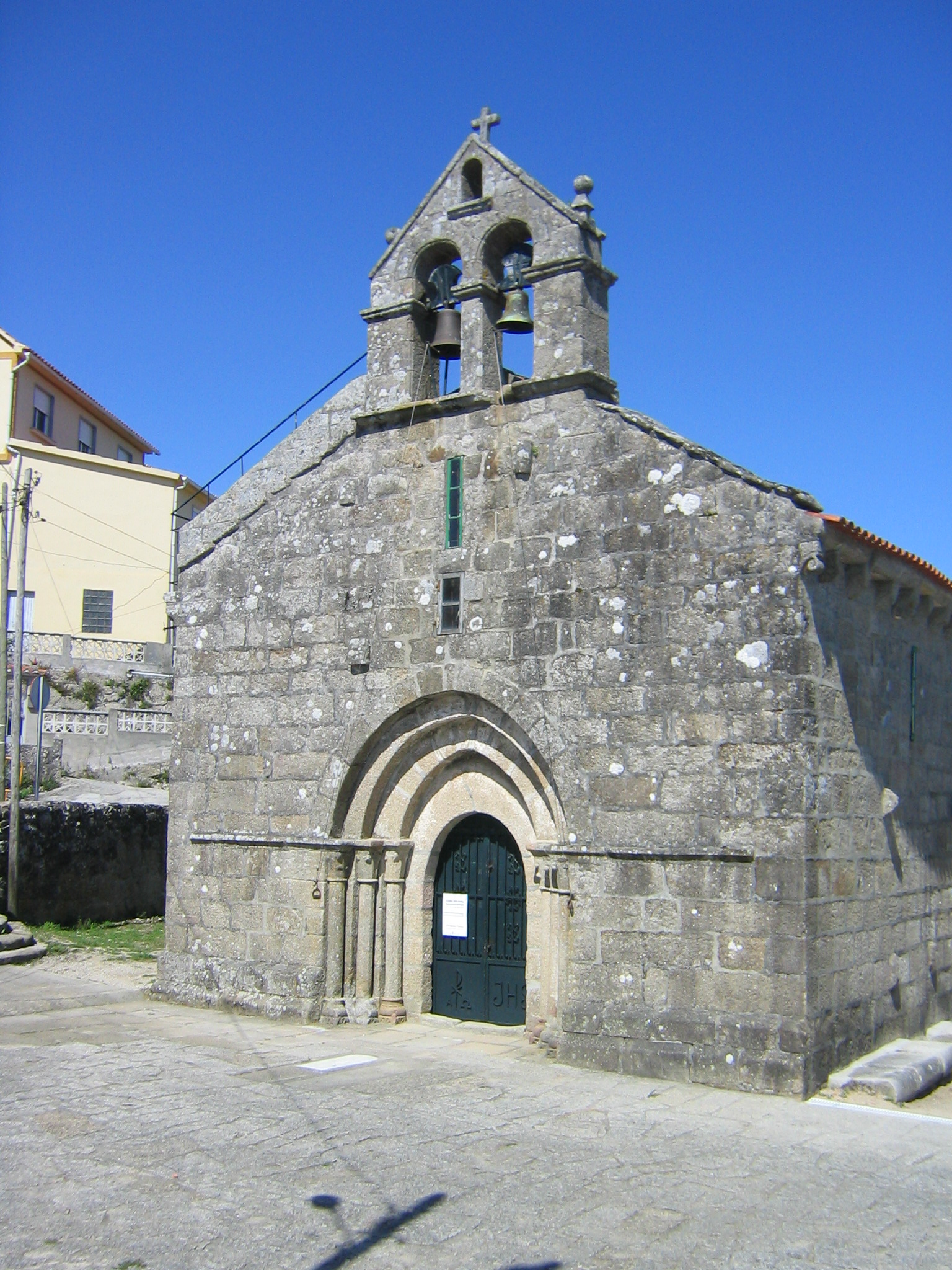
San Juan de Tirán
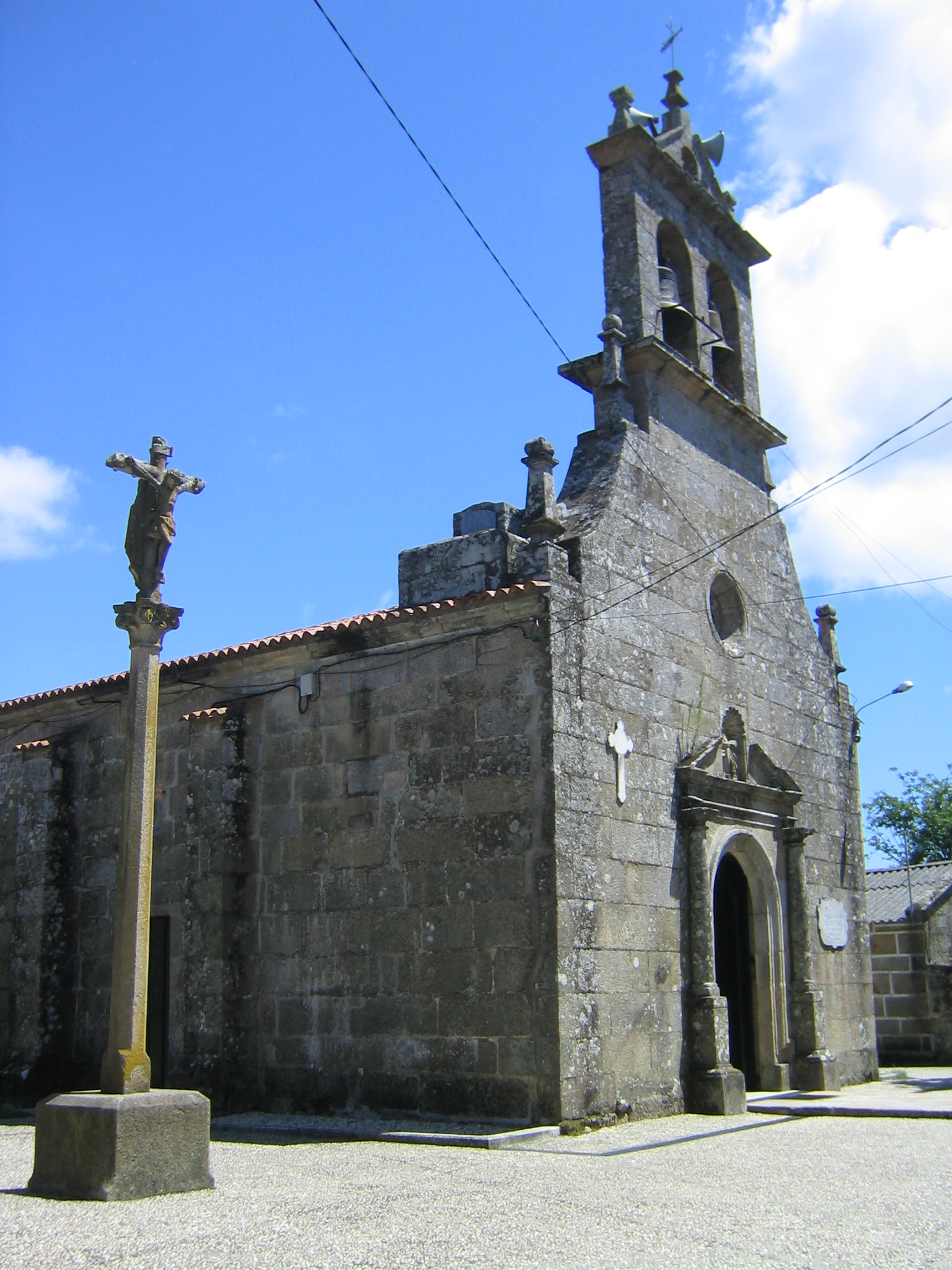
Santa Eulalia de Meira

### Petroglifos y restos prehistóricos

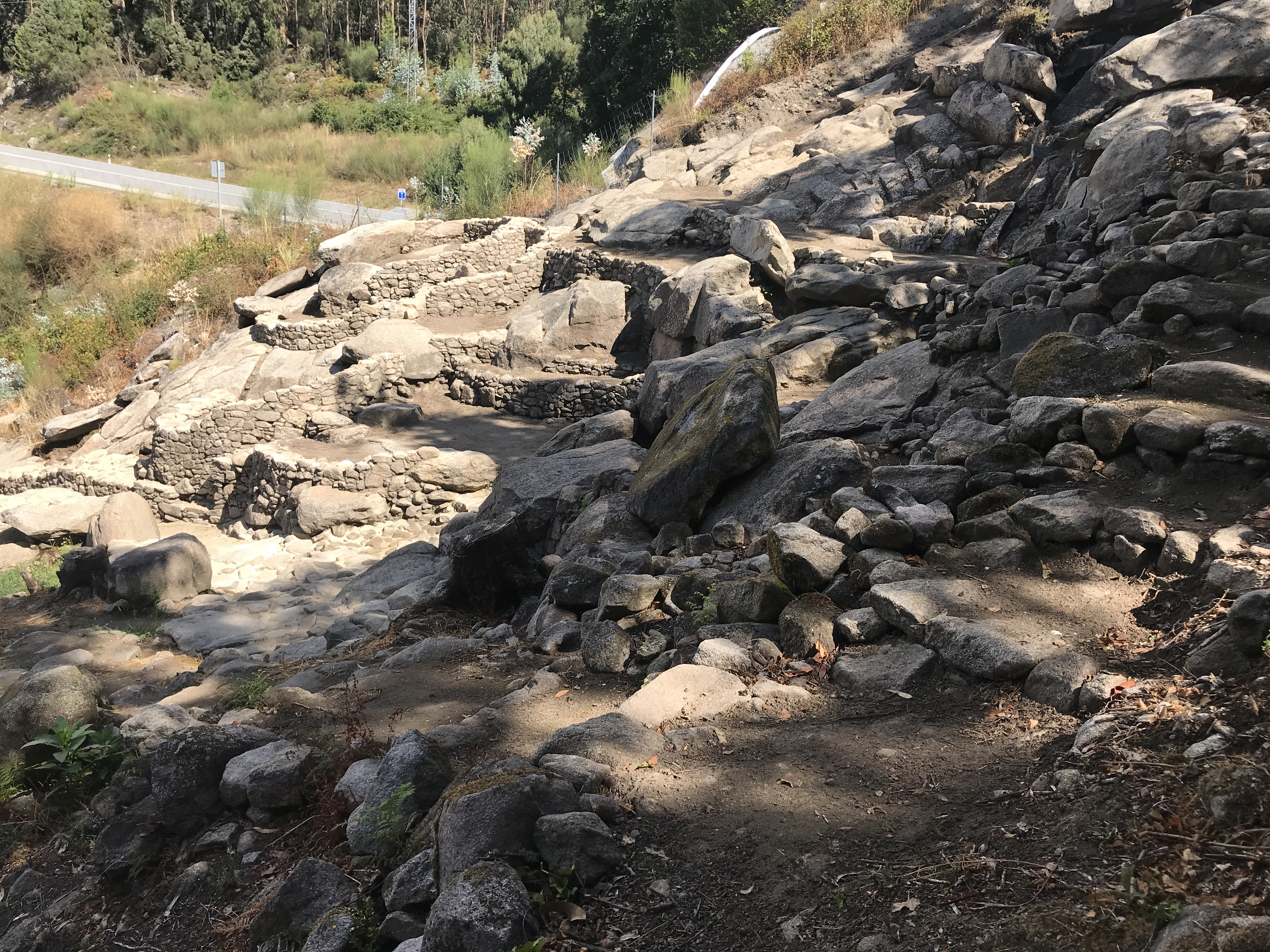
Vista parcial (extremo suroeste) del castro de Montealegre

Dentro del territorio municipal de Moaña se han hallado varios restos prehistóricos entre los que destacan, por su número los petroglifos. 
Los petroglifos se han realizado con dos técnicas diferentes, una, la más habitual en época prehistórica, es la de dibujar el motivo con una piedra o piquetearlo con un instrumento metálico, y después ir puliendo el surco, lo que deja un surco realizado en una hendidura en forma de U. Otra, más utilizada en tiempos históricos, es la de realizar un piqueteado simple con un instrumento metálico tipo cincel, lo que deja un surco con forma de V.
Se realizan en piedras existentes en el terreno de forma natural quedando siempre a la intemperie y expuestos a los incendios forestales habituales en la zona. Difíciles de identificar por estar cubiertos de suciedad, vegetación, musgo y líquenes, y de valorar sin tener conocimientos de la materia, la rocas en las que se hallan han sido utilizadas muchas veces en trabajos de cantería que en muchos casos destruyen las estaciones.
- Dolmen (mámoa en gallego) de Chan Da Arquiña; situado cerca de la cumbre del monte Faro a 540 metros de altitud, integrado en un espacio de esparcimiento dentro de un bosque de castaños, en un túmulo funerario megalítico con más de 5000 años de antigüedad. Con un diámetro de 21 metros presenta una tipología típica: cámara poligonal formada por once ortostatos, piedras verticales de gran tamaño cubiertas por una losa y un pequeño corredor de acceso orientado al este de apenas 1,70 m, compuesto por cinco piedras cubiertas por cuatro lajas. En las excavaciones realizadas por Ramón Sobrino Lourenzo-Ruz en 1953 se encontró un ajuar funerario completo compuesto por restos cerámicos campaniformes y diversas herramientas de piedra como hachas, cuchillos y puntas de flecha de cuarzo. En su interior aparecieron restos de ocre, lo que podría significar que hubo pinturas. Originalmente la construcción estaba enterrada, aunque en la actualidad presenta una parte relevante de ella en la superficie. Está considerado como uno de los mejores dólmenes gallegos.

- Petroglifos de Borna; conocidos también como «petroglifo de los barcos» tiene entre sus motivos numerosas cruces y figuras que se asemejan a barcos, con figuras esquemáticas de seres humanos combinadas con motivos circulares. La cronología de los grabados se extiende desde la Edad del Bronce, Edad Media, Edad Moderna y Contemporánea.[10]

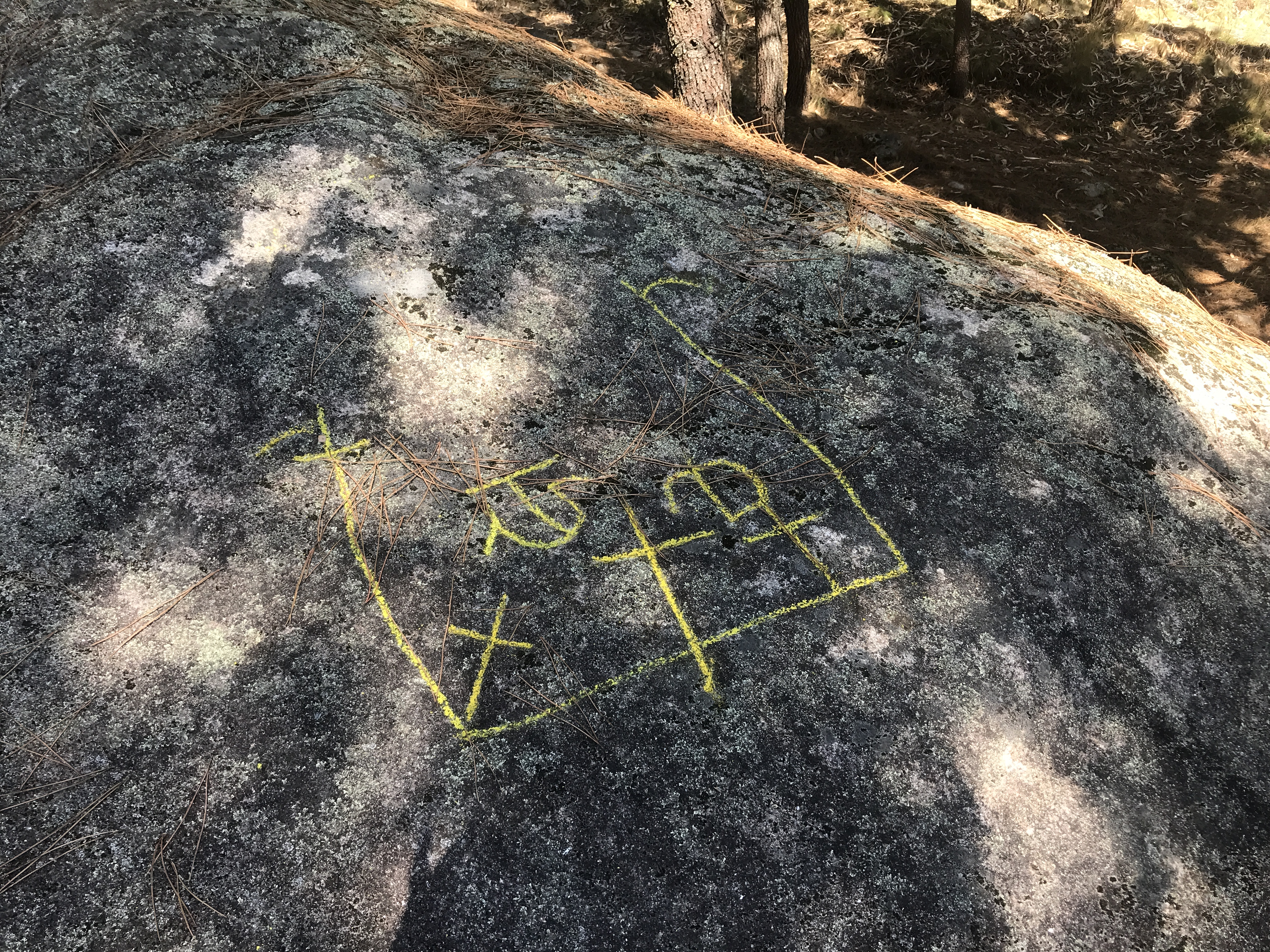
Uno de los grabados de la Borna que representa, supuestamente, un puerto

El arqueólogo Martín Almagro Gorbea lo describe de esta forma 

conjunto formado por una dársena en forma de U. .../... En sus extremos, aparecen representadas dos señales diferentes; a la derecha está dibujado un espolón y un segmento perpendicular al dique, mientras que en el dique izquierdo finaliza con un solo espolón. Dentro de la dársena se aprecia la representación de tres pantalanes y de dos embarcaciones. A la derecha del puerto representaron tres embarcaciones, las dos primeras parecen del mismo tipo y la tercera tendría mástil.

- Petroglifos de Chan de Grixó, realizados sobre una gran roca plana que sigue la inclinación del terreno representa una gran variedad de cruces, desde cruces latinas, con o sin peana, hasta cruces griegas y cruces dobles de diferentes tamaños. También hay alguna cazoleta.[10]

- Petroglifos de Peña Furada, también conocidos con el nombre de A Xesteira IV. En un conjunto de rocas de diferentes tamaños hay una serie de grabados variados, tanto por su temática como ubicación. Se han aprovechado las formas naturales de las rocas para su mayor realce. Se representan cazoletas y círculos unidos por líneas sinuosas y motivos reticulados, una asociación de líneas formando una red. Se ubican a diferentes alturas del suelo. Se estima que por el gran número de figuras fueron realizados en diferentes periodos temporales. Cercano al conjunto de petroglifos se encuentra una gran roca que tiene un agujero en su centro, la cual da nombre al lugar.[10]

- Petroglifos de Torre de Meira, realizados sobre una gran roca plana inclinada siguiendo la pendiente natural del terreno a 140 metros de altitud tienen una temática centrada en la cruz. Con una tipología variada que va desde las cruces simples situadas sobre una peana, hasta cruces de Caravaca. Así mismo, se pueden apreciar figuras que portan un sol con rayos en su parte superior y se han asociado a custodias litúrgicas. Se estima que se realizaron en la Edad Media y que tienen relación con la torre de Meira, atalaya de vigilancia del siglo XV pertenecía a las casas nobiliarias de Meira y Valladares, que se hallaba a su lado y fue destruida en la segunda guerra Irmandiña (se pueden aún apreciar los cimientos, el patio de armas, muralla y foso.[10]

- Petroglifos de Pozo Garrido Sobre una roca alargada a ras de suelo cerca del pozo que le da nombre, hay una serie de figuras entra la que destacan res representaciones de animales, posiblemente ovicápridos o bovinos, y una serie de cazoletas sueltas y enlazadas así como cruces.[10]

- Petroglifos de A Rega Pequena  hay tres ubicaciones nominadas Rega Pequena I, Rega Pequena II y Rega Pequena III. Están ubicados en un lugar con orografía escarpada y grandes desniveles del terreno. Realizados en la Edad del Bronce, se hallan sobre una roca plana a media altura (la roca ha sido afectada por labores de cantería), situados en su respectiva roca, separadas por unos centímetros, y que apenas se levantan del suelo. Representan motivos geométrico-abstractos; círculos concéntricos con cazoletas centrales unidos por largos trazos lineales, aunque también hay algunos motivos vagamente cuadrangulares unidos por una maraña de sinuosas líneas. Los de la Rega pequena III son más simples tres círculos concéntricos con cazoletas centrales unidas por dos líneas que forman un triángulo abierto.[10]

- Petroglifos del castro dos Remedios está situado al lado de la ermita de los Remedios en Tiran en los restos del castro del mismo nombre. El grabado representa una serpiente.[10]

- Castro de Montealegre de Domaio Se trata de un poblado fortificado, uno de los más extensos de Galicia con 300 hectáreas y una población estimada en 300 personas, que se encuentra muy cerca del estrecho de Rande sobre la ría de Vigo dominando visualmente un amplio territorio. Fue uno de los que primero se excavaron y estudiaron, realizando publicaciones científicas, en Galicia y de los pocos en los que han encontrado restos muebles. Su antigüedad se remonta al siglo I antes de nuestra era.

Se ubica sobre la autovía denominada Corredor de El Morrazo (CG-4.1) que lo atraviesa mediante un túnel y lo dañó parcialmente, con algunos desmontes en la parte sur, durante su construcción. En 2016, el desdoblamiento de dicha vía volvió a poner en peligro el yacimiento.
Fue excavado por Antón Losada Diéguez en la primera mitad del siglo XX ofreciendo materiales muy interesantes. A principios del siglo XXI y por motivo de la construcción de la autovía, volvió a ser estudiado entre 2003 y 2004. Durante ese estudio se hallaron restos muebles de interés, especialmente en un gran conchero (vertedero de restos de moluscos usados para la alimentación) ubicada en las inmediaciones de una casa en la vertiente oriental que demuestra la importancia de los moluscos en la dieta de los castreños, en él también se han hallado restos de animales como una cornamenta de ciervo datada en el siglo I de nuestra era. Estos objetos (cerámica, hebillas, etc.) fueron de excepcional importancia para el conocimiento del comercio a distancia entre la sociedad castreña de las Rías Bajas y los pueblos mediterráneos de la época. Durante los estudios realizados en 2016 con motivo, nuevamente, de las obras de la autovía, se volvieron a hallar más de 20.000 piezas, principalmente restos de ánforas y recipientes y utensilios de cocina.
Dentro del entorno del castro se encuentra un Petroglifo que fue declarado Bien de Interés Cultural en 1974. Otra construcción relevante, tanto desde el punto de vista arqueológico como etnográfico, es el acueducto excavado en forma de mina conocido como A Cova da Londra, ubicada en la parte norte del castro. Destaca también una figura castreña, el denominado guerrero castreño, se trata de una escultura antropomórfica de unos 60 centímetros de altura realizada en granito y sin cabeza que representa a un ser humano sentado con los brazos pegados al cuerpo. El gran valor de la pieza radica, entre otras cosas, en que fue encontrada en el propio contexto arqueológico. Es relevante también el camino de acceso empedrado en muy buen estado de conservación. y la moneda romana con la efigie del emperador Tiberio (14-37 a. C.).

## Cultura

### Festividades
Como en todos los municipios gallegos compuestos por diferentes parroquias cada una de ellas celebra sus propias fiestas. Por lo que tenemos que distinguir entre las fiestas oficiales de municipio y las de las parroquias. También hay diferentes actos festivos relevantes.
Oficiales locales.
Las fiesta oficiales de la localidad se celebran el 16 de julio en honor a la Virgen del Carmen, patrona de los marineros o de los mares y a la que está dedicada la parroquia de O Carmen. Se realizan procesiones, en algunas ocasiones marítimas.
Moaña nació alrededor de la parroquia de San Martiño por ello el santo patrón es San Martiño y en su honor se celebra fiesta el día 11 de noviembre.
Fiestas de las parroquias
- San Martiño

San Martín, día 11 de noviembre
Nuestra Señora del Carmen, día 12 de noviembre
- Del Carmen:

Virgen del Carmen, día 16 de julio
Los Milagros, el segundo domingo de septiembre
- Domayo:

San Pedro, día 29 de junio
San Benito, día 11 de julio
San Roque, día 12 de julio
Romería de San Lorenzo y de Santa Bárbara, día 10 de agosto y 12 de agosto
- Meira:

Santa Eulalia, el 10 de diciembre
Feria Tradicional de Arte na Illa, día 17 de mayo
Virgen de la Peregrina, el segundo domingo de agosto en O Latón
San Bartolomeu, del 22 al 25 de agosto
- Tirán

Virgen de los Remedios, el lunes y martes de Pascua

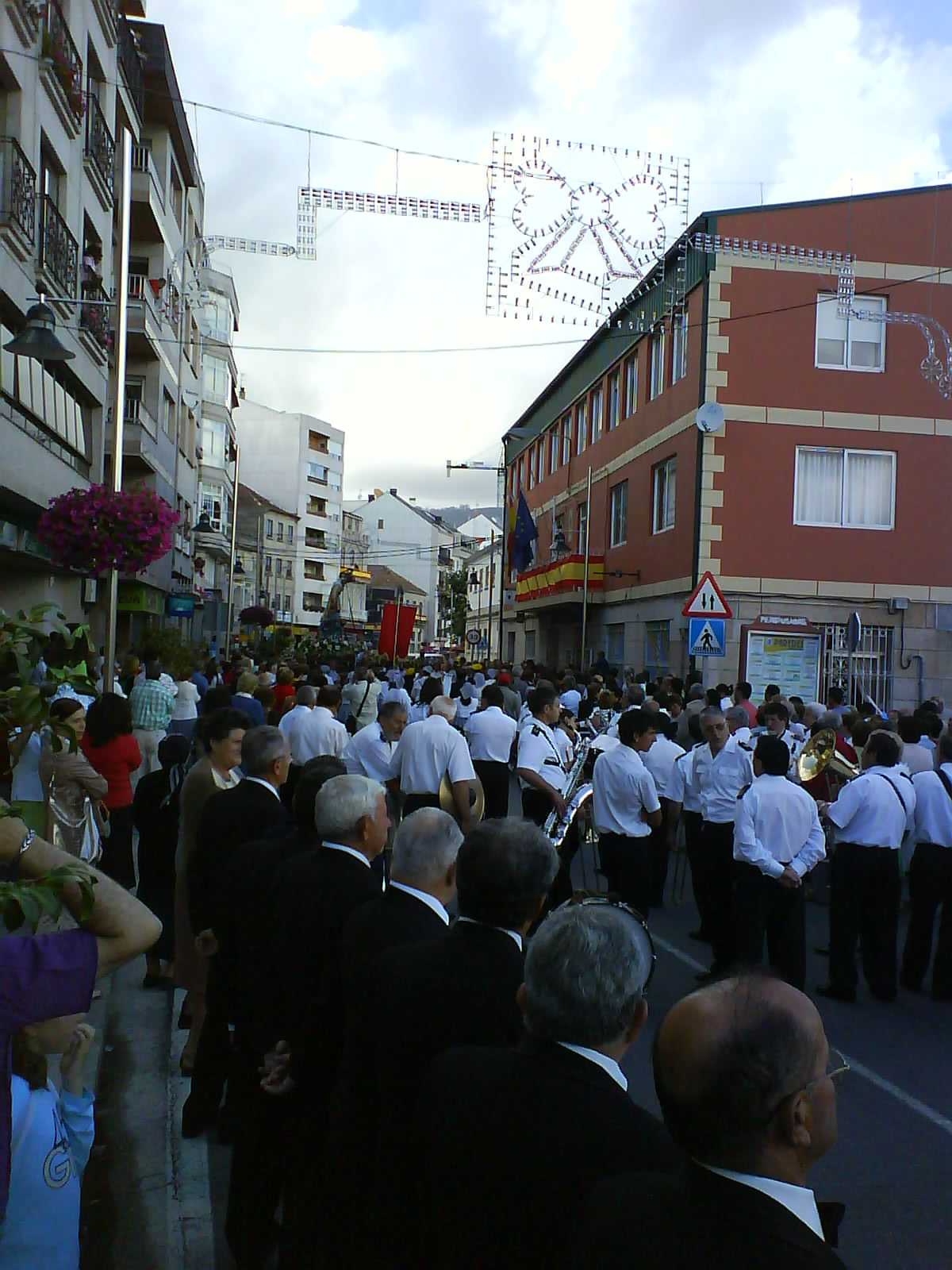
Procesión del Carmen

Hay diferentes celebraciones gastronómicas y culturales como el naseiro en Meira por San Bartolomé (San Bartolomeu), el día do mexilón en agosto. Pero la más arraigada de todas son los carnavales, el entroido con la característica de que aquí se realizan una semana después de la fecha oficial, en ellas destaca el Entierro de la Sardina que se celebra el Domingo de Piñata.

### Deporte
El deporte por excelencia de Moaña es el remo de banco fijo. Moaña cuenta con dos clubs, como son la Sociedad Deportiva Tirán y la Sociedad Deportiva Samertolameu de Meira, que en la actualidad compiten en la Liga Gallega de Traineras. Ambos clubs son portadores de numerosos títulos, tanto a nivel autonómico como a nivel nacional.
En el fútbol destacan, a nivel provincial, el C.D. Moaña y el Domaio F.C. y en la base, la Moañesa C.F. Y a nivel amateur está el Club Deportivo Xunqueira Beach (con aproximadamente 1000 socios participantes) y fútbol sala con un gran número de participantes.
En el atletismo destaca el Club Atletismo Samertolameu y en balonmano contamos con el Balonmano Moaña.
La práctica totalidad de especialidades deportivas tienen un lugar destacado en las instalaciones deportivas municipales
Moaña ha tenido grandes deportistas, como en el fútbol Manuel Tomé (exjugador del F. C. Barcelona) y los hermanos Aspas, Jonathan e Iago. También destaca la deportista Ana Buceta jugadora del Málaga CF Femenino.